# Great Western Railway
El Great Western Railway (también conocido por el acrónimo GWR; en español, Gran Ferrocarril del Oeste) fue una compañía ferroviaria británica que unía Londres con el suroeste y el oeste de Inglaterra, así como con la mayor parte de Gales. La línea principal, de 152 millas (245 km) de longitud, conectaba Londres con Brístol.
La compañía propietaria del ferrocarril, fundada en 1833, recibió su respaldo definitivo mediante una ley del Parlamento en 1835 y llevó a cabo su primer viaje en 1838. Fue organizada por el ingeniero Isambard Kingdom Brunel, que eligió un ancho de vía de 2134 mm (pronto se amplió a 2140 mm), aunque desde 1854 una serie de ajustes llevaron a la progresiva adopción del ancho estándar, realizándose los últimos servicios de vía ancha en 1892. El GWR fue la única empresa en mantener su identidad con la Ley de Ferrocarriles de 1921 (que promulgó la fusión de las distintas compañías), absorbiendo todas las demás redes independientes dentro de su territorio. No fue nacionalizado hasta 1947, cuando se convirtió en la región occidental de los ferrocarriles británicos (British Railways).
Los trenes del Great Western incluyeron servicios expresos de larga distancia, como el Flying Dutchman, el Cornish Riviera Express y el Cheltenham Spa Express. También operaba numerosos servicios suburbanos y rurales, algunos cubiertos por automotores de vapor o autotrenes. La compañía fue pionera en el uso de vagones de mercancías más grandes y económicos de lo habitual en Gran Bretaña. Explotaba una red de rutas de autobús, formaba parte de Railway Air Services y poseía barcos, muelles y hoteles.
El emblema de la Great Western Railway estaba formado por los escudos de las ciudades de Londres y Brístol situados lado a lado.
El «Great Western Railway: Paddington - Bristol» fue temporalmente, entre 1996 y 2012, uno de los bienes de la Lista Indicativa de Reino Unido.

## Historia

### Formación

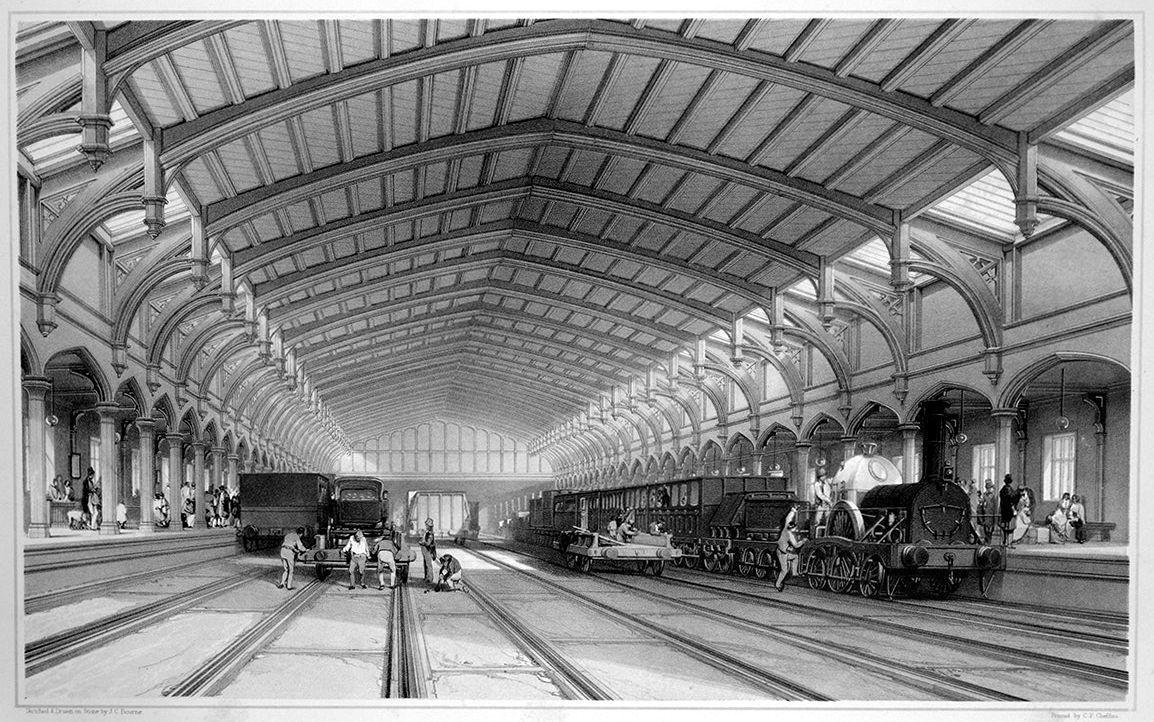
El interior de las cocheras de los trenes de Brunel en Temple Meads, la primera terminal en Brístol del GWR, según un grabado de John Cooke Bourne

El Great Western Railway tuvo su origen en el deseo de los comerciantes de Brístol de mantener su ciudad como el segundo puerto de todo el país, y como el principal para el comercio estadounidense. 
El aumento del tamaño de los barcos y la gradual acumulación de sedimentos en el río Avon que dificultaba el acceso hacia los muelles de Bristol, habían convertido a Liverpool en un puerto cada vez más atractivo, y con una línea de ferrocarril de Liverpool a Londres en construcción en la década de 1830, la hasta entonces ventajosa posición de Brístol se vio amenazada. La respuesta de la ciudad, con la cooperación de los intereses de Londres, fue construir una línea propia, un ferrocarril concebido con estándares de excelencia sin precedentes para superar a las líneas que se estaban construyendo hacia el Noroeste de Inglaterra.
La compañía del ferrocarril se fundó en una reunión pública celebrada en Brístol en 1833, y fue instituida por una Ley del Parlamento en 1835. Isambard Kingdom Brunel, que entonces tenía veintinueve años, fue nombrado ingeniero de la compañía.

### Ruta de la línea
Este fue, con mucho, el mayor contrato de Brunel hasta entonces. Tomó dos decisiones controvertidas. En primer lugar, eligió usar un gran ancho vía de 7 pies 1/4 plg (2140 mm) para permitir la posibilidad de utilizar ruedas de gran diámetro colocadas por fuera de las cajas del material rodante, que podrían proporcionar un funcionamiento más suave y estable a altas velocidades. En segundo lugar, seleccionó una ruta, al norte de las colinas de los Marlborough Downs, que no enlazaba de forma directa otras ciudades importantes, pero que ofrecía conexiones potenciales con Oxford y Gloucester. Esto significaba que la línea no era directa desde Londres a Brístol. Desde Reading hacia el oeste, el trazado de la línea se curvaría hacia el norte, en dirección a Bath.
Brunel inspeccionó toda la ruta entre Londres y Brístol con la ayuda de numerosos colaboradores, incluido su abogado Jeremiah Osborne, del bufete de abogados de Brístol Osborne Clarke, quien en una ocasión llevó remando a Brunel para examinar las orillas del río.
George Thomas Clark jugó un papel importante como ingeniero en el proyecto, asumiendo la gestión de dos secciones de la ruta, incluyendo los puentes sobre el río Támesis en Lower Basildon y Moulsford y la Estación de Paddington. Su participación en los principales trabajos de movimiento de tierras parece haber sido la causa del interés de Clark en la geología y la arqueología, y anónimamente escribió dos guías sobre el ferrocarril: una ilustrada con litografías realizadas por John Cooke Bourne; y la otra, con una comentario sobre los métodos de Brunel y el ancho de vía elegido.

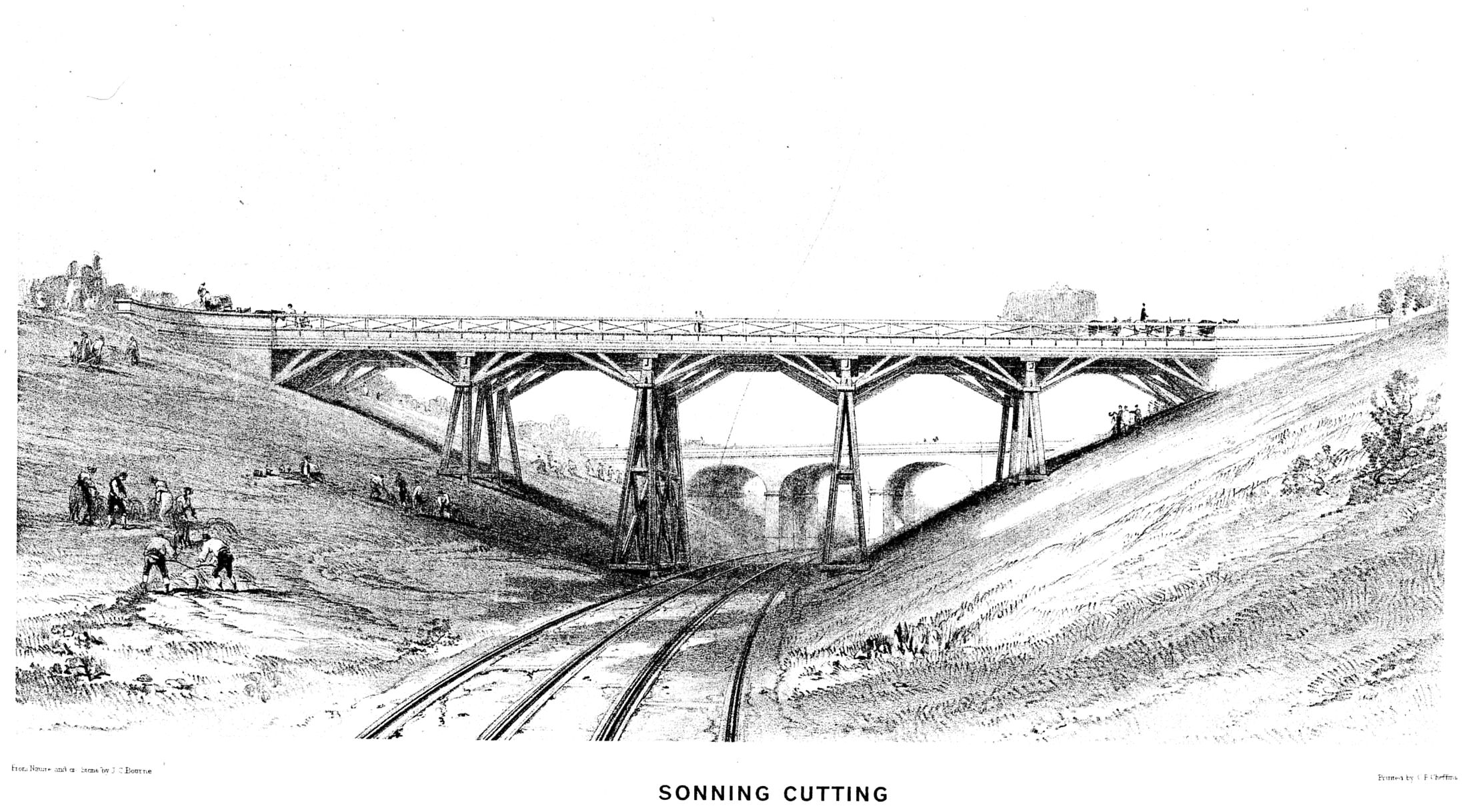
El desmonte de Sonning en 1846

El primer tramo, con 22,5 millas (36,2 km) desde la estación de Paddington en Londres hasta la estación del Puente de Maidenhead, se abrió el 4 de junio de 1838. A continuación, la vía se extendió hasta Twyford el 1 de julio de 1839 y luego a través del profundo desmonte de Sonning hasta llegar a Reading el 30 de marzo de 1840. El desmonte se convirtió en el escenario de un desastre ferroviario dos años después, cuando un tren de mercancías se topó con un desprendimiento de tierras: diez pasajeros que viajaban sobre los coches abiertos resultaron muertos.
El accidente de Sonning propició que el Parlamento del Reino Unido aprobara la Ley Reguladora de los Ferrocarriles de 1844, que exigía que las compañías ferroviarias dispusieran de vagones más seguros para los pasajeros. La siguiente sección, desde Reading hasta Steventon, cruzaba el Támesis dos veces y se abrió al tráfico el 1 de junio de 1840. Una extensión de 7,25 millas (11,7 km) llevó la línea hasta Faringdon Road el 20 de julio de 1840. Mientras tanto, el trabajo había comenzado en el extremo de la línea de Brístol, donde el tramo de 11,5 millas (18,5 km) de la sección de Bath se abrió el 31 de agosto de 1840.

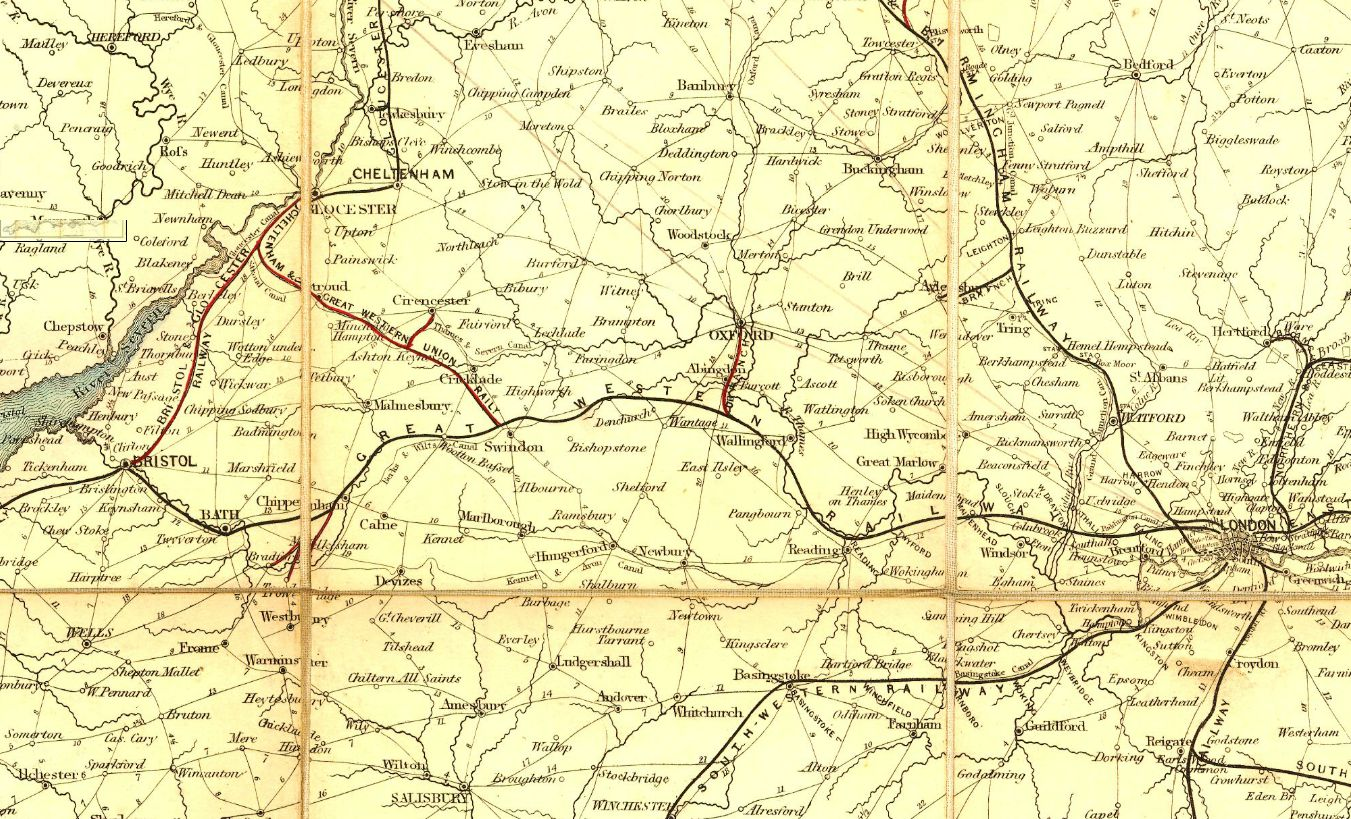
Ruta del Great Western Railway según el mapa de Charles Cheffins de 1850. Es claramente visible el desplazamiento del recorrido hacia el norte a partir de Reading con respecto al eje Londres-Brístol

El 17 de diciembre de 1840, la línea de Londres alcanzó Wootton Bassett Road, al oeste de Swindon, y a 80,25 millas (129,1 km) de Paddington. La sección de Wootton Bassett Road a Chippenham se abrió el 31 de mayo de 1841, al igual que la estación de enlace de Swindon, donde se conectaba con el Ferrocarril de Cheltenham y Unión con el Great Western (FC&GWU) hacia la estación de Cirencester. Esa era una línea independiente operada por el GWR, al igual que el Ferrocarril de Brístol y Éxeter (FB&E), cuya primera sección desde Brístol a Bridgwater se abrió el 14 de junio de 1841. La línea principal del GWR permaneció incompleta durante la construcción del túnel de Box (de 1,825 millas (2,94 km)), que estuvo listo para permitir el paso de los trenes el 30 de junio de 1841, completando el tramo de 152 millas (245 km) de vías desde Paddington hasta Bridgwater. En 1851, el GWR compró el Canal del Kennet y del Avon, que era un operador competidor entre Londres, Reading, Bath y Brístol.
El GWR estuvo estrechamente involucrado con el FC&GWU y el FB&E y con varios otros ferrocarriles de vía ancha. El Ferrocarril del Sur de Devon se completó en 1849, extendiendo el gran ancho de vía hasta Plymouth, con el Ferrocarril de Cornualles llegando a través del puente Royal Albert hasta Cornualles en 1859, y alcanzando en 1867 la conexión en Penzance con el Ferrocarril del Oeste de Cornualles, que originalmente se había instalado en 1852 con el ancho estándar (1435 mm (4' 81/2")) o "trocha estrecha" como se conocía en ese momento. El Ferrocarril del Sur de Gales se abrió entre Chepstow y Swansea en 1850 y se conectó al GWR por el puente de Chepstow, diseñado y construido por Brunel en 1852. Se prolongó hasta Neyland en 1856, donde se estableció un puerto transatlántico.
Inicialmente, no había una línea directa desde Londres a Gales, ya que el cauce del río Severn era demasiado ancho para cruzarlo mediante un puente con los medios disponibles entonces. En cambio, los trenes tuvieron que seguir una larga ruta a través de Gloucester, donde el río era lo suficientemente estrecho como para ser cruzado por un puente. El trabajo en el túnel del Severn había comenzado en 1873, pero inesperados afloramientos de agua retrasaron las obras e impidieron su apertura hasta 1886.

### El gran ancho de vía de 7 pies de Brunel y la "guerra de anchos"

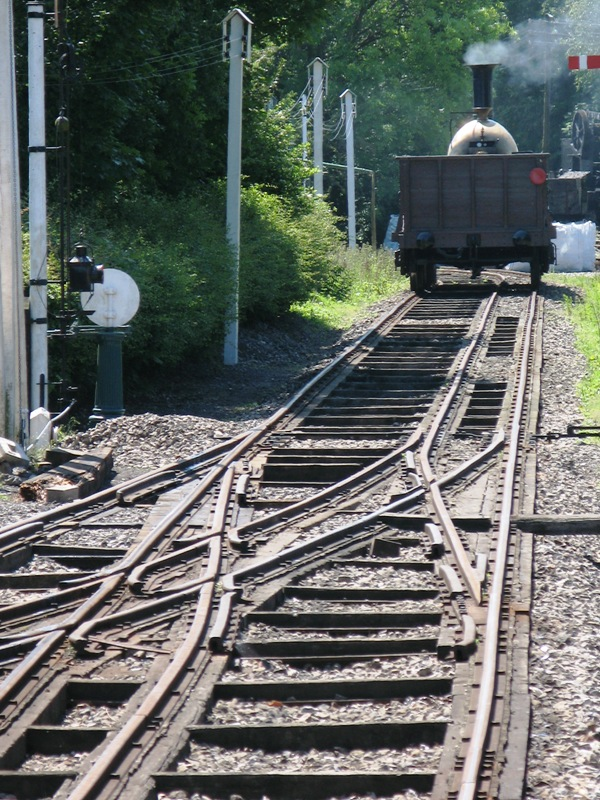
Un tren de gran ancho circulando sobre una vía de ancho mixto (Centro del Ferrocarril de Didcot)

Brunel había ideado un ancho de vía de 7 pies (2,134 m) para sus ferrocarriles en 1835. Más adelante agregó 0,25 pulgadas (6,4 mm), probablemente para reducir la fricción de las ruedas en las curvas. Esta medida se convirtió en el ancho de 7 pies 1/4 plg (2140 mm). Cualquiera de estas dos medidas se puede denominar ancho "Brunel" (o también "gran ancho", para distinguirlo de otros tipos de vía ancha).
En 1844 ya se había abierto el Ferrocarril de Brístol y Gloucester de gran ancho, pero Gloucester ya contaba con las líneas del que acabaría convirtiéndose en ancho estándar (1435 mm (4' 81/2")) del Ferrocarril de Birmingham y Gloucester. Esta discordancia del ancho de vía obligaba a todos los pasajeros y mercancías a cambiar de tren si viajaban entre el suroeste y el norte. Este fue el comienzo de la "guerra del ancho de vía" y llevó al nombramiento por parte de Parlamento de una Comisión de Expertos, que informó en 1846 a favor del ancho estándar, por lo que la trocha de 7 pies fue prohibida por ley (Ley Reguladora del Ancho de Vía de 1846), excepto en el suroeste de Inglaterra y Gales, en aquellos itinerarios que se conectasen únicamente con la red del GWR.
Numerosos ferrocarriles en Gran Bretaña iban a utilizar el ancho estándar. En 1846, el Ferrocarril de Midland compró el Ferrocarril de Brístol y de Gloucester, que se adaptó al ancho estándar en 1854, lo que trajo la vía de ancho mixto a la estación de Temple Meads. Esta vía estaba equipada con tres carriles para permitir que los trenes circularan en gran ancho o en ancho estándar.
El GWR se extendió a la Región de las Tierras Medias Occidentales en competencia con el Midland y el Ferrocarril de Londres y del Noroeste. Birmingham se alcanzó a través de Oxford en 1852 y Wolverhampton en 1854. Este fue el punto más al norte que alcanzaron las vías de gran ancho. En el mismo año, el Ferrocarril de Shrewsbury y Birmingham y el Ferrocarril de Shrewsbury y Chester fueron absorbidos por el GWR, pero estas líneas eran de ancho estándar, y la propia línea del GWR al norte de Oxford había sido construida con ancho mixto.
Este ancho mixto se extendió hacia el sur desde Oxford a Basingstoke a finales de 1856 y, por lo tanto, esto permitió el tráfico de mercancías desde el norte de Inglaterra hasta la costa sur a través del Ferrocarril de Londres y del Suroeste (FLSO) sin necesidad de transbordar la carga entre trenes de distinto ancho.
| Valores         | Valores             | Valores             | Valores               |
| 31 de diciembre | Gran ancho          | Mixto               | Estándar              |
| --------------- | ------------------- | ------------------- | --------------------- |
| 1851            | 269 millas (433 km) | 3 millas (5 km)     | 0 millas (0 km)       |
| 1856            | 298 millas (480 km) | 124 millas (200 km) | 75 millas (121 km)    |
| 1861            | 327 millas (526 km) | 182 millas (293 km) | 81 millas (130 km)    |
| 1866            | 596 millas (959 km) | 237 millas (381 km) | 428 millas (689 km)   |
| 1871            | 524 millas (843 km) | 141 millas (227 km) | 655 millas (1054 km)  |
| 1876            | 268 millas (431 km) | 274 millas (441 km) | 1481 millas (2383 km) |
| 1881            | 210 millas (338 km) | 254 millas (409 km) | 1674 millas (2694 km) |
| 1886            | 187 millas (301 km) | 251 millas (404 km) | 1918 millas (3087 km) |
| 1891            | 171 millas (275 km) | 252 millas (406 km) | 1982 millas (3190 km) |

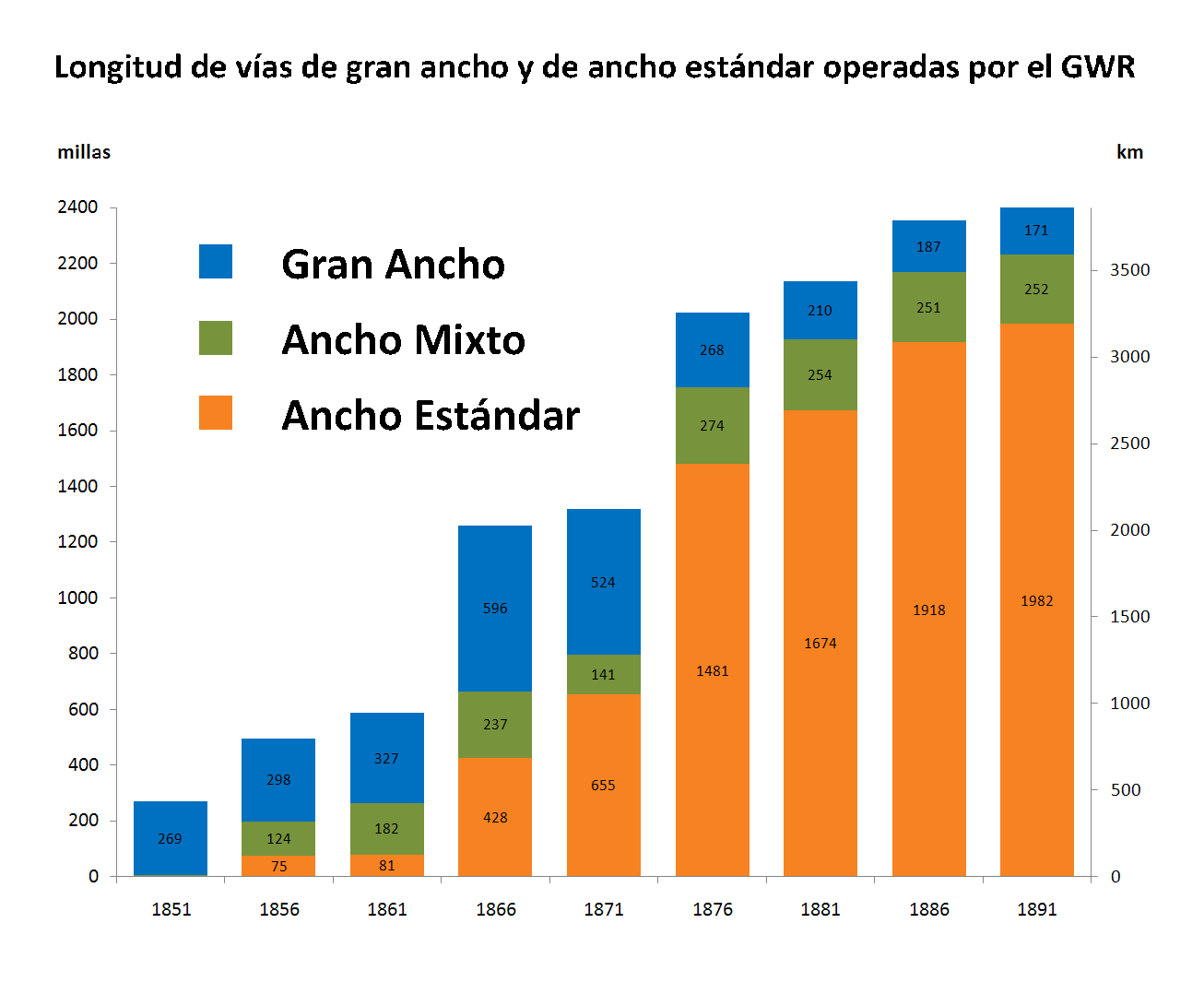
Longitudes de Gran Ancho y de Ancho Estándar operadas por el GWR
Leyenda
• Gran ancho – azul (arriba)
• Mixto – verde (en medio)
• Estándar – naranja (abajo)

La línea a Basingstoke había sido construida originalmente por el Ferrocarril de Berks y Hants como una ruta de gran ancho de vía en un intento de mantener el ancho estándar del FLSO fuera del territorio del Gran Oeste, pero, en 1857, el GWR y el FLSO abrieron una línea compartida a Weymouth, en la costa sur, aprovechando la vía del GWR a través de Chippenham y una ruta originalmente iniciada por el Ferrocarril de Wilts, Somerset y Weymouth. Más al oeste, el FLSO se hizo cargo del Ferrocarril de Exeter y Crediton y del Ferrocarril del Norte de Devon (ambos de gran ancho de vía), y también del Ferrocarril de Bodmin y Wadebridge (de ancho estándar).
Pasaron varios años antes de que estas líneas remotas se conectaran con el sistema principal del FLSO y del GWR y sus empresas asociadas se encargaran de todo el tráfico a través de ellas.
En aquel momento la guerra del ancho de vía estaba llegando a su fin, y el ancho mixto se llevó hasta la Estación de Paddington en 1861, permitiendo el paso de trenes de pasajeros desde Londres a Chester. El Ferrocarril del Sur de Gales de vía ancha se fusionó con el GWR en 1862, al igual que el Ferrocarril de Midland Oeste, que trajo consigo al Ferrocarril de Oxford, Worcester y Wolverhampton, una línea que había sido concebida como otra ruta de vía ancha hacia las Midlands, pero que se había construido con ancho estándar después de varias batallas, que implicaron tanto maniobras políticas como todo tipo de intimidaciones que incluso llegaron a la violencia física.
El 1 de abril de 1869, se retiró el gran ancho de vía entre Oxford y Wolverhampton y desde Reading hasta Basingstoke. En agosto, la línea de Grange Court a Hereford se convirtió de gran ancho a ancho estándar, y toda la línea de Swindon a través de Gloucester hacia Gales del Sur se trató de manera similar en mayo de 1872. En 1874, el ancho mixto se extendió en la línea principal a Chippenham y la línea desde allí a Weymouth se pasó a ancho estándar. Al año siguiente se instaló el ancho de vía mixto a través del túnel de Box, con el gran ancho limitado solo para servicios a más allá de Brístol y en algunos ramales.
El Ferrocarril de Brístol y Exeter se fusionó con el GWR el 1 de enero de 1876. Ya había comenzado a instalar el ancho mixto en su línea, una tarea completada hasta Exeter el 1 de marzo de 1876 por el GWR. La estación de Exeter había sido compartida con el FLSO desde 1862. Esta compañía rival había continuado avanzando hacia el oeste sobre su línea de Exeter y Crediton, y llegó a Plymouth más tarde, en 1876, lo que estimuló al Ferrocarril del Sur de Devon a fusionarse también con el Great Western. El Ferrocarril de Cornualles siguió siendo una línea nominalmente independiente hasta 1889, aunque el GWR tenía una gran cantidad de acciones en la compañía.
El 1 de junio de 1877 se abrió una nueva ruta de gran ancho, el Ramal de St Ives en el oeste de Cornualles, aunque también hubo una pequeña extensión hacia Sutton Harbour (Plymouth) en 1879. Parte de un desvío de ancho mixto permanece en Sutton Harbour, uno de los pocos ejemplos de un tramo de vía ancha que se conserva en su localización original.
Una vez que el GWR tuvo el control de toda la línea desde Londres a Penzance, comenzó a convertir las vías de gran ancho restantes. El último servicio de gran ancho salió de la estación de Paddington el viernes 20 de mayo de 1892; el lunes siguiente, los trenes de Penzance ya fueron operados por locomotoras de ancho estándar.

### Hacia elsigloXX

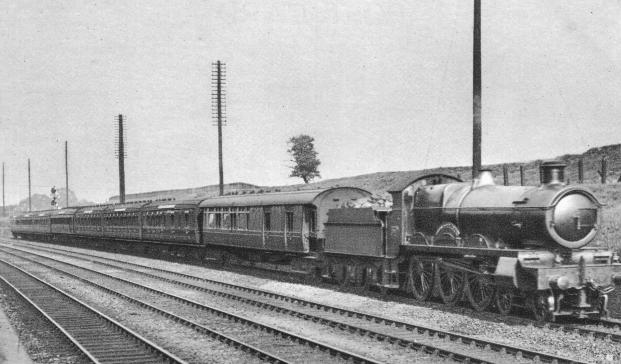
Los entonces novedosos coches de viajeros del Cornish Riviera Express conectados entre sí mediante fuelles, que permitían recorrer con seguridad todo el tren

Después de 1892, con la carga de operar trenes en dos anchos eliminada, la compañía centró su atención en la construcción de nuevas líneas y la mejora de las antiguas, con el objetivo de acortar sus rutas más sinuosas. Las principales nuevas líneas abiertas fueron:
- 1900: el Ferrocarril de Stert y Westbury, conectando la línea de Berks y Hants con Westbury para crear una ruta más corta a Weymouth para el tráfico con las Islas del Canal.
- 1903: el Ferrocarril del Sur de Gales y Directo a Brístol desde la Estación de Enlace de Wootton Bassett, para conectar con el túnel del Severn.
- 1904: un desvío de la Línea Principal de Cornualles entre Saltash y St Germans, eliminando el último viaducto de madera de la línea principal.
- 1906: el Ferrocarril de Langport y Castle Cary para acortar el viaje de Londres a Penzance, entre Reading y Taunton.
- 1908: la Línea de Birmingham y el Norte de Warwickshire que, combinada con el trayecto de Cheltenham y Honeybourne de 1906, ofreció una nueva ruta desde Birmingham a través de Stratford-upon-Avon hasta el sur de Gales.
- 1910: la línea directa de Birmingham construida conjuntamente con el Gran Ferrocarril Central para disponer de una ruta más corta desde Londres hacia Aynho y el norte.
- 1913: las líneas del distrito de Swansea que permitieron trenes a Goodwick para evitar Swansea. Se había abierto la terminal marítima de Fishguard, en un intento de atraer tráfico transatlántico, habilitando una instalación para los transbordadores angloirlandeses mejor que en Neyland.

El GWR, generalmente conservador, realizó otras mejoras en los años anteriores a la Primera Guerra Mundial, como coches restaurante, mejores condiciones para los pasajeros de tercera clase, calefacción a vapor en los trenes y servicios expresos más rápidos. Estas mejoras fueron impulsadas en gran medida por iniciativa de T. I. Allen, el Superintendente de la Línea, miembro de un grupo de gerentes de alto nivel con talento que lideraron el ferrocarril hacia la época eduardiana: el vizconde Emlyn (conde de Cawdor, presidente de 1895 a 1905); Sir Joseph Wilkinson (gerente general de 1896 a 1903); su sucesor, el exingeniero jefe sir James Inglis; y George Jackson Churchward (ingeniero mecánico jefe). Fue durante este período cuando el GWR introdujo servicios por carretera como una alternativa a la construcción de nuevas líneas en áreas rurales, y comenzó a usar automotores de vapor para dotar de servicios más económicos a las líneas existentes.

### Uno de los "Cuatro Grandes"

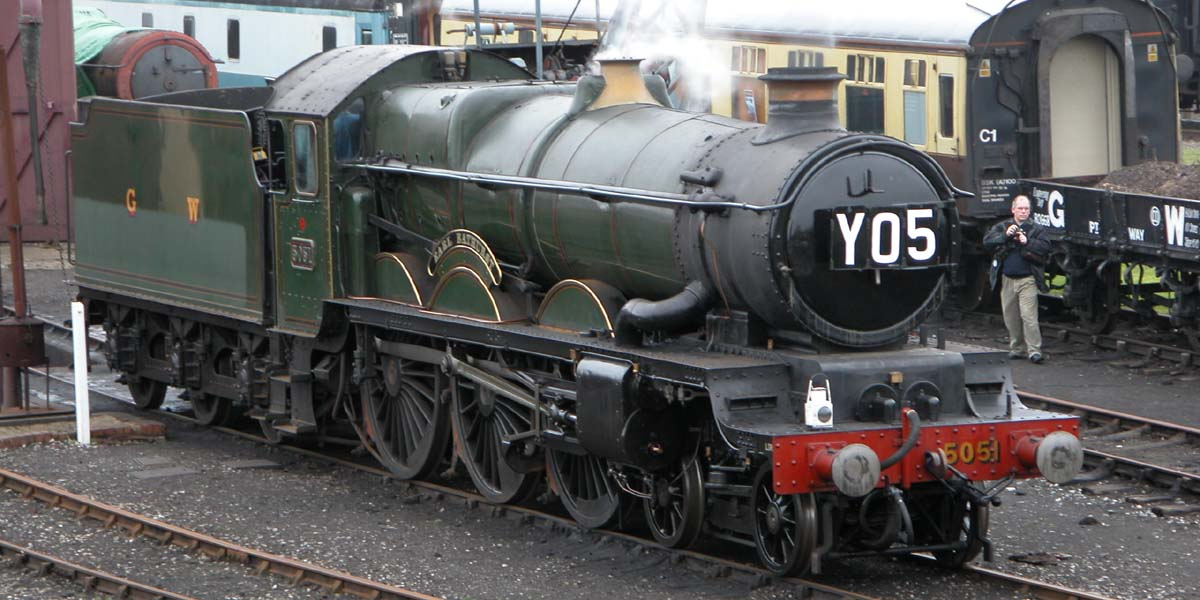
1923 vio la construcción de la primera de las 171 locomotoras Clase Castle

Al estallar la Primera Guerra Mundial en 1914, el GWR fue tomado bajo control gubernamental, al igual que la mayoría de los ferrocarriles principales en Gran Bretaña. Gran parte de su personal se unió a las fuerzas armadas y fue más difícil construir y mantener equipos que en tiempos de paz. Después de la guerra, el gobierno consideró la nacionalización permanente, pero finalmente decidió una fusión obligatoria de los ferrocarriles en cuatro grandes grupos. Solo el GWR conservó su nombre tras la ley de agrupamiento, en virtud de la que las compañías más pequeñas se fusionaron en cuatro compañías principales en 1922 y 1923.
El nuevo Great Western Railway tenía más rutas en Gales, incluyendo 295 millas (475 km) de antiguas líneas de los Ferrocarriles de Cambria y 124 millas (200 km) del Ferrocarril de Taff Vale. También se agregaron algunas líneas independientes en su área de operaciones en Inglaterra, en particular el Ferrocarril de Enlace Midland y Suroeste, una línea que anteriormente trabajaba estrechamente ligada al Ferrocarril Midland, pero que entonces le proporcionó al GWR una segunda estación en Swindon, junto con una línea que transportaba tráfico desde el norte a través de Cheltenham y Andover a Southampton.
La década de 1930 trajo tiempos difíciles, pero la compañía mantuvo su buena salud financiera a pesar de la Gran Depresión. La Ley de Desarrollo (Préstamos, Garantías y Subvenciones) de 1929, permitió que el GWR obtuviera dinero a cambio de inversiones que estimularan el tráfico. Estos fondos se usaron para mejorar estaciones como Paddington en Londres, la Estación de Bristol Temple Meads y Cardiff General; para mejorar las instalaciones en las cocheras; y con el fin de construir vías adicionales para reducir la congestión. Los servicios complementarios por carretera se transfirieron a compañías locales de autobuses en las que el GWR tenía participación, y además intervino en la organización de servicios aero-ferroviarios.
Un legado del gran ancho era que las cajas de los trenes de algunas rutas podían construirse un poco más anchas de lo normal en Gran Bretaña, y esto incluía los "Súper Salones" construidos en 1929, utilizados en los servicios marítimo-ferroviarios que transportaban pasajeros transatlánticos a Londres en sus lujosos coches de viajeros. Cuando la compañía celebró su centenario en 1935, se construyeron nuevos coches "Centenary" para el Cornish Riviera Express, que nuevamente hizo pleno uso del gálibo más amplio disponible en esa ruta.

### Segunda Guerra Mundial y posguerra
Con el estallido de la Segunda Guerra Mundial en 1939, el GWR volvió al control directo del gobierno.  Al final de la guerra, había un gobierno laborista en el poder, que planeaba nacionalizar nuevamente los ferrocarriles. Después de un par de años tratando de recuperarse de los estragos de la guerra, el GWR se convirtió en la Región Occidental del British Rail el 1 de enero de 1948. La Great Western Railway Company continuó existiendo como entidad legal durante casi dos años más, siendo formalmente liquidada el 23 de diciembre de 1949. Los diseños propios del GWR de locomotoras y material rodante continuaron construyéndose durante un tiempo y la región mantuvo su propio carácter distintivo, utilizando durante un tiempo los colores chocolate y crema en sus estaciones y trenes expresos.
Aproximadamente 40 años después de la nacionalización, British Rail volvía a manos privadas de nuevo y el consorcio Great Western Trains revivió el antiguo nombre. La compañía ferroviaria brindaba servicios de pasajeros en las antiguas rutas del GWR al sur de Gales y el suroeste, que posteriormente se convertirían en el First Great Western como parte del FirstGroup, pero en septiembre de 2015 cambió su nombre a Great Western Railway, con el propósito de 'restablecer los ideales de nuestro fundador'. La infraestructura operativa, sin embargo, se transfirió al grupo Railtrack y desde entonces pasó a depender del operador Network Rail. Estas compañías han continuado preservando algunas partes originales de sus estaciones y puentes, de forma que las estructuras históricas del GWR pueden reconocerse en toda la red.

## Geografía

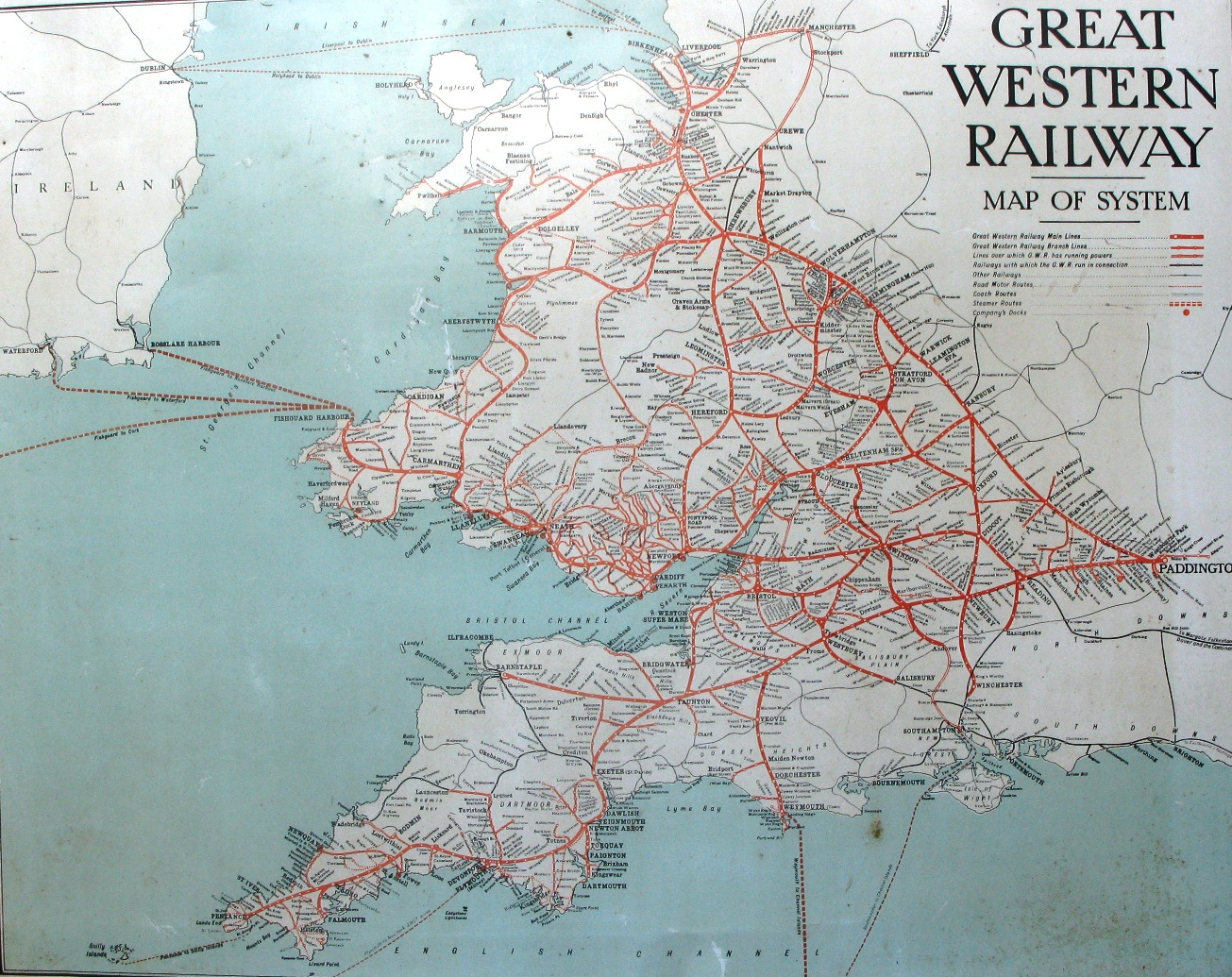
Mapa del sistema ferroviario del GWR alrededor de 1930

La Línea Principal del Great Western original unía la Estación de Paddington en Londres con la estación de Temple Meads en Brístol, a través de Reading, Didcot, Swindon, Chippenham y Spa. Esta línea se extendió hacia el oeste a través de Exeter y Plymouth para llegar a Truro y Penzance, la estación de ferrocarril más occidental de Inglaterra. Brunel y Gooch colocaron la fábrica de locomotoras principal del GWR cerca del pueblo de Swindon y las locomotoras de muchos trenes tenían aquí su base en los primeros años. Inicialmente, la ruta había ascendido gradualmente hacia el oeste desde Londres con pendientes muy suaves, pero a partir de un determinado momento se adoptó un perfil con unas pendientes más pronunciadas, que con las primitivas locomotoras disponibles en la época de Brunel, eran más adecuadas para diseños de máquinas con ruedas más pequeñas, que podían escalar las colinas más eficientemente. Estas pendientes se contraponían en ambos sentidos, primero descendiendo hacia el Enlace de Wootton Bassett para cruzar el río Avon, luego volviendo a subir a través de Chippenham hasta el túnel de Box, y antes de descender una vez más para recuperar el valle del río Avon para dirigirse a Bath y Brístol.
Swindon también fue el cruce de una línea que corría hacia el noroeste en dirección a Gloucester y luego hacia el sudoeste (en el lado más alejado del río Severn) para llegar a Cardiff, Swansea y el oeste de Gales. Esta ruta se acortó más tarde con la apertura de un recorrido más directo de este a oeste a través del túnel del Severn. Otra ruta corría hacia el norte desde Didcot a Oxford, desde donde a su vez dos rutas diferentes continuaban hasta Wolverhampton, una a través de Birmingham y la otra a través de Worcester. Más allá de Wolverhampton, la línea continuaba a través de Shrewsbury hacia Chester y Birkenhead. Otra ruta a través de Market Drayton permitió que el GWR llegara a Crewe. Los acuerdos operativos con otras compañías también permitieron que los trenes del GWR llegaran a Mánchester. Al sur de la línea principal de Londres a Bristol había rutas de Didcot a Southampton a través de Newbury, y de Chippenham a la Estación de Weymouth a través de Westbury.
Una red de rutas a través del país unía estas líneas principales, y también había muchos y variados ramales. Algunos eran cortos, como el Ramal de Clevedon de 3,5 millas (5,6 km); otros eran mucho más largos como el Ramal de Minehead, de 23 millas (37 km). Algunos fueron promovidos y construidos por el propio GWR para contrarrestar la competencia de otras compañías, como la Línea de Reading a Basingstoke, con el objeto de mantener al Ferrocarril de Londres y del Suroeste alejado de Newbury. Sin embargo, muchas fueron construidas por compañías locales que luego vendieron sus vías a su vecino más grande, como los ramales de Launceston y Brixham. Otra diferencia procedía del tráfico transportado: desde simples viajeros camino de sus vacaciones (St Ives); hasta miembros de la realeza (desde Windsor); pasando por el tráfico de mercancías (Carbis Wharf).
Brunel imaginó que muchos usuarios del GWR continuarían su viaje a través del Océano Atlántico, y construyó el SS Great Western para transportar a los pasajeros del ferrocarril desde Bristol a Nueva York. La mayor parte del tráfico hacia América del Norte pronto cambió al puerto más grande de Liverpool (en territorio del FLNO), pero algunos pasajeros transatlánticos eran desembarcados en Plymouth y transportados a Londres en trenes especiales. Barcos ligados al Great Western conectaban Gran Bretaña con Irlanda, las Islas del Canal y Francia.

### Lugares clave
La sede del ferrocarril se estableció en la estación de Paddington. Sus locomotoras y material rodante se construyeron y mantuvieron en los Talleres de Swindon, pero se adquirieron otros talleres a medida que la compañía se fusionó con otros ferrocarriles, incluidos los Talleres de Stafford Road de la compañía de Shrewsbury en Wolverhampton, y los talleres de South Devon en Newton Abbot. Los Talleres de Vagones de Worcester fueron creados al completarse las obras que permitieron allanar el terreno al norte de la Estación de Worcester Shrub Hill, los talleres de señales ferroviarias se establecieron en edificios al norte de la Estación de Reading y en años posteriores, se estableció una planta de fabricación de hormigón en Taunton, donde se produjeron desde componentes de vía hasta puentes.

### Características de ingeniería

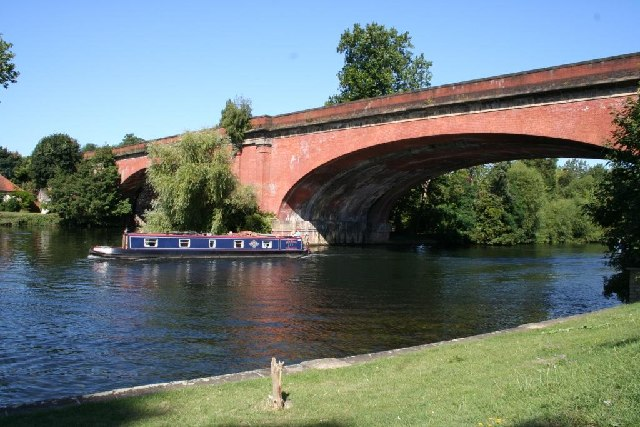
Puente del Ferrocarril de Maidenhead

Más de 150 años después de su creación, la línea principal original ha sido descrita por un historiador como "una de las obras maestras del diseño ferroviario". Avanzando hacia el oeste desde Paddington, la línea cruza el valle del río Brent mediante el viaducto de Wharncliffe y el río Támesis gracias al puente del Ferrocarril de Maidenhead, que en el momento de su construcción se convirtió en el puente con el mayor arco de ladrillo del mundo. La línea continúa a través del desmonte de Sonning antes de llegar a Reading y luego cruza el Támesis dos veces más, en los puentes de Gatehampton y de Moulsford. Entre Chippenham y Bath se encuentra el túnel de Box, el túnel ferroviario más largo de su época. Varios años más tarde, el ferrocarril abrió el túnel del Severn (todavía más largo) para habilitar una nueva línea entre Inglaterra y Gales por debajo del río Severn.
Se agregaron algunas otras estructuras notables cuando las empresas más pequeñas se fusionaron en el GWR, entre las que figuran el Dique del Ferrocarril del Sur de Devon en el Ferrocarril de Cornualles; y el puente Royal Albert y el puente de Barmouth en los Ferrocarriles de Cambria.

## Organización
En los primeros años, el GWR fue administrado por dos comités, uno en Bristol y otro en Londres. Pronto se combinaron como una sola junta directiva que se reunió en las oficinas de Paddington.
La Junta era dirigida por un presidente, apoyado por un Secretario y otros "oficiales". El primer superintendente de locomotoras fue Daniel Gooch, aunque a partir de 1915 el cargo recibió el nombre de ingeniero mecánico jefe. El primer Gerente de Patrimonio fue nombrado en 1850, y el puesto fue ocupado por James Grierson desde 1857 hasta 1863, cuando se convirtió en el primer gerente general. En 1864 se creó el puesto de Superintendente de la Línea, con la misión de supervisar el funcionamiento de los trenes.

### Servicios de pasajeros
| Año                                                                   | Pasajeros   | Millas recorridas | Ingresos (£)                       |
| --------------------------------------------------------------------- | ----------- | ----------------- | ---------------------------------- |
| 1850                                                                  | 2.491.712   | 1.425.573         | 630.515 (£71.7 millones en 2021)   |
| 1875                                                                  | 36.024.592  | 9.435.876         | 2.528.305 (£253 millones en 2021)  |
| 1900                                                                  | 80.944.483  | 23.279.499        | 5.207.513 (£599 millones en 2021)  |
| 1924                                                                  | 140.241.113 | 37.997.377        | 13.917.942 (£845 millones en 2021) |
| 1934                                                                  | 110.813.041 | 40.685.597        | 10.569.140 (£798 millones en 2021) |
| Los números de pasajeros excluyen los viajes con abonos de temporada. |             |                   |                                    |

Los primeros trenes ofrecían a los pasajeros una opción de primera clase o coches de viajeros de segunda clase. En 1840, esta opción se amplió: los pasajeros podían viajar en los lentos trenes de mercancías, en lo que se convirtió en tercera clase. La Ley Regulatoria del Ferrocarril de 1844 convirtió en un requisito legal que el GWR, junto con todos los demás ferrocarriles británicos, tuvieran que prestar en cada estación servicios con trenes que incluían alojamiento de tercera clase con una tarifa de no más de un penique por milla y una velocidad de al menos 12 millas por hora (19 km/h). Hacia 1882, se asignaron coches de tercera clase a todos los trenes, excepto a los expresos más rápidos. Otra orden parlamentaria significó que los trenes comenzaron a incluir coches para fumadores desde 1868.
Los billetes económicos para viajes de un solo día se emitieron por primera vez en mayo de 1849, y los billetes multiviaje en 1851. Hasta 1869, la mayoría de los ingresos provenían de los pasajeros de segunda clase, pero el volumen de pasajeros de tercera clase creció en la medida en que las instalaciones de segunda clase se retiraron en 1912. La Ley de Trenes Económicos de 1883 se tradujo en la disponibilidad de trenes para los trabajadores, con tarifas rebajadas en ciertos momentos del día.
Los ferroviarios a menudo utilizaban apodos informales para referirse a los principales servicios expresos. Con el paso del tiempo, estos nombres aparecieron oficialmente en horarios, en los rótulos de las locomotoras y en los techos de los coches, por encima de las ventanas. Por ejemplo, el expreso "Flying Dutchman" de la mañana entre Londres y Exeter, lleva el nombre del caballo ganador de las carreras de Derby y St Leger en 1849. Aunque se retiró a finales de 1867 el nombre se revivió en 1869, de acuerdo con una solicitud del Ferrocarril de Brístol y Exeter cuando el tren comenzó a pasar por Plymouth. Un expreso de la tarde empezó a cubrir la misma ruta en junio de 1879 y se hizo conocido como "The Zulu". Un tercer expreso en el área del West Country se introdujo en 1890 hasta Penzance, siendo conocido como "The Cornishman". Un nuevo servicio, el "Exprés Riviera de Cornish" funcionó entre Londres y Penzance -sin escala en Plymouth- desde el 1 de julio de 1904, aunque solo funcionó en el verano durante 1904 y 1905, antes de convertirse en una característica permanente del horario en 1906.

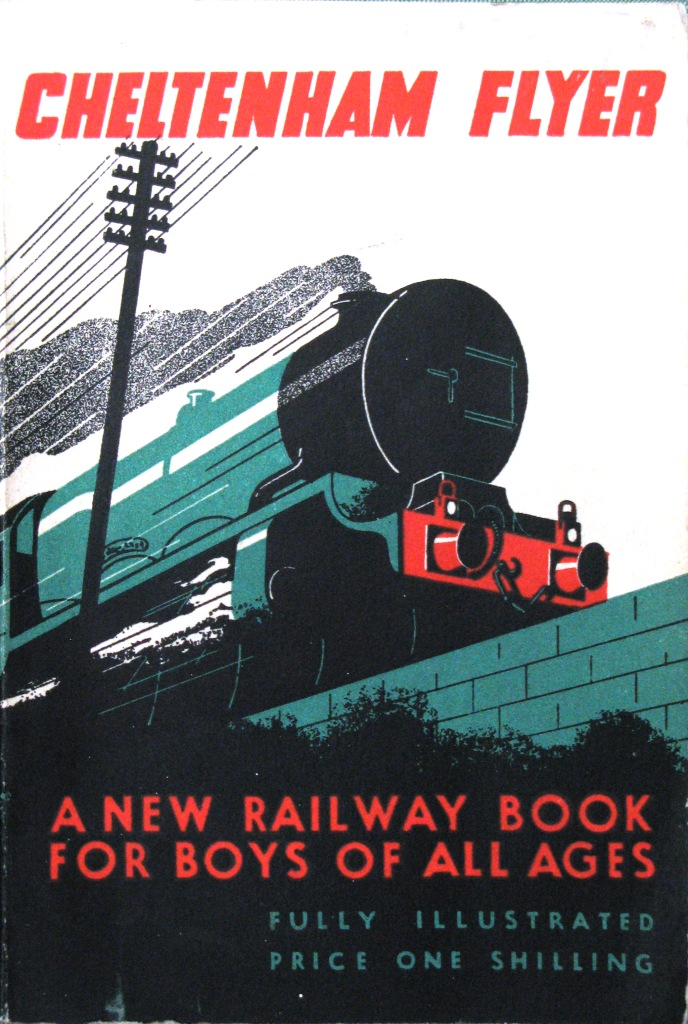
Cheltenham Flyer, "un nuevo libro ferroviario para niños de todas las edades"

El Express de Cheltenham Spa era el tren más rápido del mundo de la época. Estaba concebido para cubrir las 77,25 millas (124,3 km) entre Swindon y Londres a un promedio de 71,3 millas por hora (114,7 km/h). El tren fue apodado el Cheltenham Flyer y apareció en la portada de uno de los "Libros del GWR para niños de todas las edades". Entre otros trenes con nombre propio figuraban el "The Bristolian", que circulaba entre Londres y Brístol desde 1935, y el "Torbay Express", que circulaba entre Londres y Kingswear.
Muchos de estos rápidos expresos incluían coches especiales que podían separarse al pasar por las estaciones sin detenerse, gracias a un maquinista a bordo de los coches que los desacoplaba del tren principal, deteniéndolos en la posición correcta accionando los frenos. El primer "coche de deriva" fue separado del Flying Dutchman en Bridgwater en 1869. Los primeros coches-cama de la compañía fueron operados entre Paddington y Plymouth en 1877. Posteriormente, el 1 de octubre de 1892, su primer tren con fuelles entre coches (permitiendo recorrer el tren con seguridad al pasar de coche en coche) comenzó a circular entre Paddington y Birkenhead, y al año siguiente se vieron los primeros trenes con calefacción a vapor, que llevaba el calor desde la locomotora a lo largo de todo el tren mediante una serie de tuberías. En mayo de 1896 se introdujeron los coches restaurante de primera clase y el servicio se extendió a todas las clases en 1903. Los coches con literas para pasajeros de tercera clase estuvieron disponibles a partir de 1928.
Los "automotores de vapor" autopropulsados se utilizaron por primera vez el 12 de octubre de 1903 entre Stonehouse y Chalford. En los cinco años siguientes se habían construido 100 de estas unidades. Estos trenes disponían de escalones retráctiles especiales que podían usarse en estaciones con andenes más bajos de lo habitual en Inglaterra. Los automotores gozaron de tanto éxito en muchas rutas, que tuvieron que ser complementados por coches con controles de conducción, el primero de los cuales entró en servicio en a finales de 1904. Desde el año siguiente, se instalaron varias locomotoras pequeñas para que pudieran funcionar con estos remolques, los conjuntos combinados se conocieron como "autotrenes" y finalmente reemplazaron a los automotores de vapor originales. Los automotores diésel se introdujeron en 1934. Bastantes de estos coches se remodelaron por completo, acondicionándose algunos con mostradores de bufet para servicios de larga distancia, y otros se destinaron exclusivamente para servicios de paquetería.

### Servicios de carga
| Año                                | Tonelaje   | Millas recorridas | Ingresos (£)                             |
| ---------------------------------- | ---------- | ----------------- | ---------------------------------------- |
| 1850                               | 350.000    | 330.817           | £202.978 (£23.1 millones en 2021)        |
| 1875                               | 16.388.198 | 11.206.462        | £3.140.093 (£315 millones en 2021)       |
| 1900                               | 37.500.510 | 23.135.685        | £5.736.921 (£660 millones en 2021)       |
| 1924                               | 81.723.133 | 25.372.106        | £17.571.537 (£1.07 mil millones en 2021) |
| 1934                               | 64.619.892 | 22.707.235        | £14.500.385 (£1.1 mil millones in 2021)  |
| El tonelaje de 1850 es aproximado. |            |                   |                                          |

El tráfico de pasajeros fue la principal fuente de ingresos para el GWR cuando se abrió por primera vez, mientras que las mercancías se transportaban en trenes separados. No fue hasta que se llegó a los distritos industriales y mineros de carbón de Gales y de las Midlands, cuando el tráfico de mercancías se volvió significativo. Así, en 1856, la Ruabon Coal Company firmó un acuerdo con el GWR para transportar carbón a Londres a precios especiales, que le reportaban un mínimo de 40.000 libras anuales al ferrocarril.
A medida que las locomotoras aumentaron de tamaño, también lo hizo la longitud de los trenes de mercancías, que pasaron de 40 a 100 vagones de cuatro ruedas, aunque las pendientes de la línea a menudo limitaban su carga máxima. Mientras que los vagones de mercancías típicos podían transportar 8, 10 o (más tarde) 12 toneladas, la carga fletada en un vagón podría ser tan pequeña como 1 tonelada. Los envíos más pequeños se destinaban a un centro de transbordo local, donde se agrupaban en cargas más grandes para el recorrido principal de su viaje. Más de 550 "tractores de estación" circulaban arrastrando trenes de mercancías programados que transportaban pequeños envíos desde y hacia estaciones específicas, y otros 200 tractores de "recogida" recolectaban pequeñas cargas entre grupos de estaciones.
El GWR disponía de vagones especiales, equipos de manipulación e instalaciones de almacenamiento para sus flujos de tráfico mayores. Por ejemplo, las minas de carbón en Gales enviaban gran parte de su carbón a los muelles situados en la costa, muchos de los cuales eran propiedad y estaban equipados por el ferrocarril, al igual que algunos en Cornualles, que exportaban la mayor parte de la producción de caolín del condado. Los vagones preparados para estos dos servicios (tanto los que eran propiedad del GWR como de las compañías mineras) estaban equipados con sistemas que permitían que sus cargas se volcaran directamente a las bodegas de los barcos utilizando los equipos de volteo de vagones de los muelles. Se fabricaron vagones especiales para transportar muchos otros productos, como pólvora, leche, fruta, pescado, e incluso aeroplanos.
El tráfico desde las áreas agrícolas y pesqueras del suroeste de Inglaterra a menudo consistía en trenes rápidos habilitados para productos "perecederos". Por ejemplo, más de 3500 reses fueron enviadas desde Grampound Road en 12 meses hasta junio de 1869, y en 1876 cerca de 17.000 toneladas de pescado se llevaron desde el oeste de Cornualles a Londres. Los trenes de productos perecederos que circulaban en el siglo XIX usaban vagones construidos con los mismos estándares que los coches de pasajeros, equipados con frenos de vacío y ruedas grandes para permitir alcanzar altas velocidades. Los trenes de mercancías ordinarias del GWR, como en todos los demás ferrocarriles británicos de la época, tenían ruedas muy juntas (separadas alrededor de 9 pies (2,7 m)), ruedas más pequeñas y solo frenos accionados manualmente.
En 1905, el GWR dirigió su primer tren de mercancías generales con freno de vacío entre Londres y Bristol, utilizando vagones de mercancías de nueva construcción. La paulatina incorporación de nuevos servicios permitió crear una red de trenes rápidos entre los principales centros de producción y población, que estaban programados para funcionar a velocidades promedio de 35 millas por hora (56,3 km/h). Otras compañías ferroviarias también siguieron el ejemplo del GWR, organizando sus propios servicios de trenes más veloces dotados con frenos de vacío (denominados "equipados").

### Operaciones auxiliares

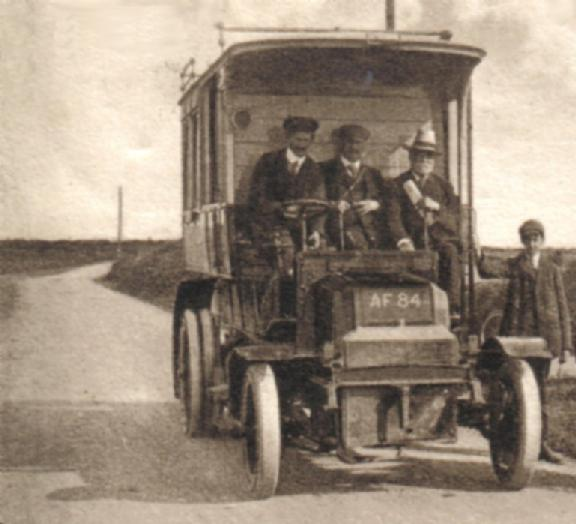
Uno de los primeros autobuses del GWR, que trabaja en un servicio entre Helston y The Lizard

Varios canales, como el Canal del Kennet y del Avon y el Canal de Stratford-upon-Avon, pasaron a ser propiedad del ferrocarril cuando se compraron para eliminar la competencia y las trabas que implicaban su oposición a las nuevas líneas propuestas. La mayoría de estas vías de navegación continuaron operando, aunque solo eran una pequeña parte del negocio de la compañía ferroviaria. En 1929 los canales obtuvieron 16.278 libras, mientras que los trenes de carga ganaron más de 17 millones.(1 053 000 libras y 1.1 mil millones libras respectivamente en 2021).
La Ley de Ferrocarriles de 1921 propició que la mayoría de los grandes muelles exportadores de carbón en el sur de Gales pasaran a ser de propiedad del GWR, como los de Cardiff, Barry y Swansea. Se agregaron a un pequeño número de muelles en la costa sur de Inglaterra que la compañía ya poseía, para convertir a la compañía en el mayor operador de muelles del mundo.
El Parlamento otorgó poderes para crear la compañía de Barcos del Great Western Railway en 1871. Al año siguiente, la empresa se hizo cargo de los buques operados por Ford y Jackson en la ruta entre Neyland en Gales y Waterford en Irlanda. La terminal galesa se trasladó a Goodwick cuando el ferrocarril llegó hasta allí en 1906. Los servicios también se operaron desde 1889 entre la Estación de Weymouth Quay y las Islas del Canal, en las antiguas rutas de la Weymouth & Channel Islands Steam Packet Company. Las embarcaciones del GWR más pequeñas también se usaron como transbordadores en los Muelles de Plymouth Oeste, y en el cruce del río Severn hasta que se abrió el túnel del Severn (que permitió el paso del Ferrocarril Unión de Brístol y del Sur de Gales bajo el cauce del río).
Los primeros servicios de autobuses operados por un ferrocarril fueron iniciados por el GWR entre la Estación de Helston y The Lizard el 17 de agosto de 1903. Conocidos por la empresa como "servicios por carretera", estos autobuses de color chocolate y crema operaron en todo el territorio en el que estaba implantada la empresa, cubriendo servicios de acceso al ferrocarril hasta 1930, cuando fueron transferidos a las compañías locales de autobuses (en la mayoría de las cuales el GWR tenía participación).
El GWR también inauguró el primer servicio combinado aéreo-ferroviario entre Cardiff, Torquay y Plymouth, en asociación con Imperial Airways. Esta actividad pasaría a convertirse en parte de la compañía Railway Air Services.

## Locomotoras y material rodante

### Locomotoras

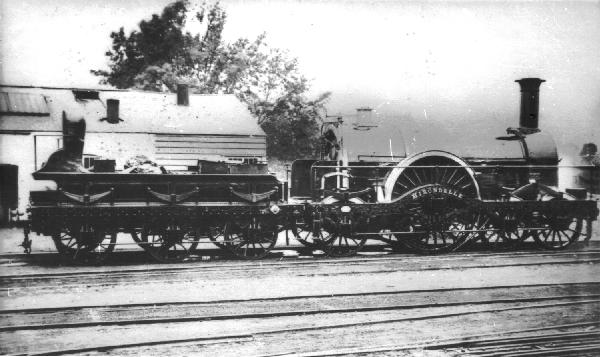
Locomotora Clase Iron Duke de gran ancho Hirondelle, construida en 1848

Las primeras locomotoras del GWR fueron construidas según las especificadas marcadas por el propio Isambard Kingdom Brunel, pero resultaron insatisfactorias. Daniel Gooch, que tenía solo 20 años, pronto fue nombrado Superintendente de Locomotoras del Ferrocarril y se propuso establecer una flota de máquinas fiable. Compró dos locomotoras de la Clase Star fabricadas por Robert Stephenson and Company, que tuvieron más éxito que las de Brunel, y luego diseñó una serie de locomotoras estandarizadas. A partir de 1846, se pudieron construir en la nueva fábrica de los Talleres de Swindon. Diseñó varios tipos diferentes de locomotoras de gran ancho (7 pies 1/4 plg (2140 mm)) para el ferrocarril en expansión, como las Firefly 2-2-2 y las posteriores Clase Iron Duke 4-2-2. En 1864, Gooch fue sucedido por Joseph Armstrong, que trajo su experiencia con el ancho estándar al ferrocarril. Algunos de los diseños de Armstrong se construyeron en gran ancho o en ancho estándar, simplemente ajustando diferentes ruedas. Los ténderes necesarios se obtuvieron de las antiguas locomotoras de gran ancho retiradas del servicio.
La temprana muerte de Joseph Armstrong en 1877 significó que la siguiente fase del diseño de la fuerza motriz fue responsabilidad de William Dean, quien desarrolló los expresos del tipo 4-4-0 para sustituir a las máquinas 2-2-2 y 4-2-2 (ambas con tan solo un eje tractor) que habían transportado trenes rápidos hasta ese momento. Dean se retiró en 1902 para ser reemplazado por George Jackson Churchward, quien introdujo las posteriormente populares locomotoras 4-6-0. Durante el mandato de Churchward, el término "Superintendente de locomotoras" se cambió por el de "Ingeniero mecánico jefe" (CME). Charles Collett sucedió a Churchward en 1921. Pronto fue responsable de la flota mucho más grande que el GWR operaba después de las fusiones generadas por la Ley de Ferrocarriles de 1921. Se propuso reemplazar las clases más antiguas y menos numerosas, y reconstruir el resto utilizando tantos componentes del GWR estandarizados como fuera posible. También produjo muchos diseños nuevos utilizando piezas estándar, como las clases Clase Castle y King. El último Ingeniero Mecánico Jefe fue Frederick Hawksworth, que tomó el control en 1941 y tuvo que enfrentarse a la escasez de los tiempos de guerra, produciendo locomotoras de diseño GWR hasta después de la nacionalización.
Brunel y Gooch dieron nombres a sus locomotoras para identificarlas, pero las compañías de ancho estándar que se convirtieron en parte del GWR usaban números. Hasta 1864, el GWR empleaba nombres para las locomotoras de gran ancho y números para las de ancho estándar. Desde el momento de la llegada de Armstrong, a todas las nuevas locomotoras; tanto de gran ancho como de ancho estándar, se les asignaron números, incluidas las de gran ancho que anteriormente tenían nombres cuando fueron adquiridas de otros ferrocarriles. Dean introdujo una política en 1895 de dar a las locomotoras-ténder de pasajeros números y nombres. Cada lote recibió nombres con un tema distintivo, por ejemplo, nombres de reyes para la Clase 6000 y de castillos para la Clase 4073.
El GWR primero pintó sus locomotoras de un verde acebo oscuro, pero se cambió a verde cromo medio o verde Brunswick durante la mayor parte de su existencia. Inicialmente tenían bastidores de color marrón chocolate o rojo, cambiado en el siglo XX a negro. Las placas con los nombres y los números generalmente eran de latón pulido con un fondo negro, y las chimeneas a menudo tenían bordes o "tapas" de cobre.
Libreas a través de los años:

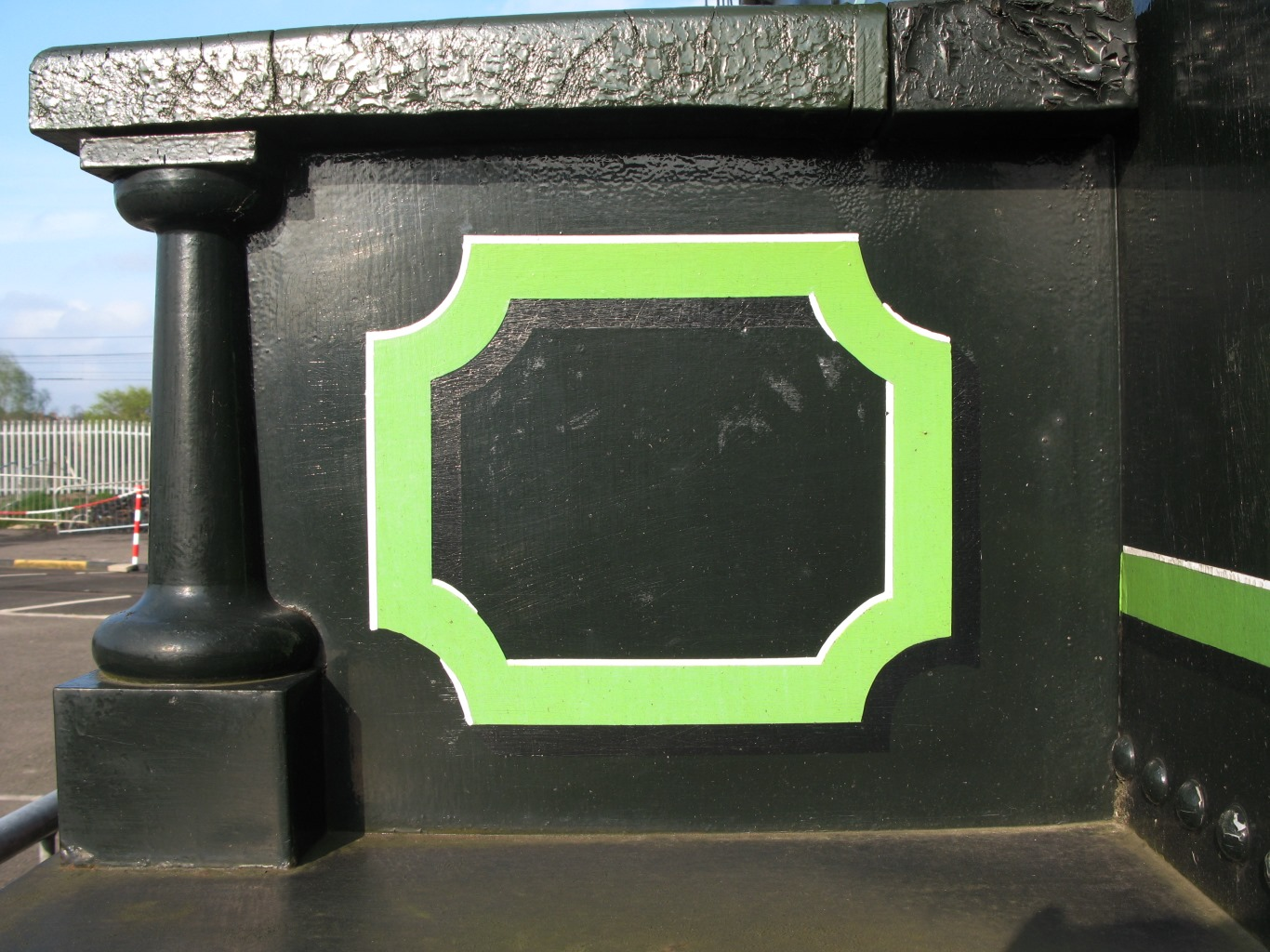
Detalle decorativo del ténder del Iron Duke: verde acebo y contorno verde guisante
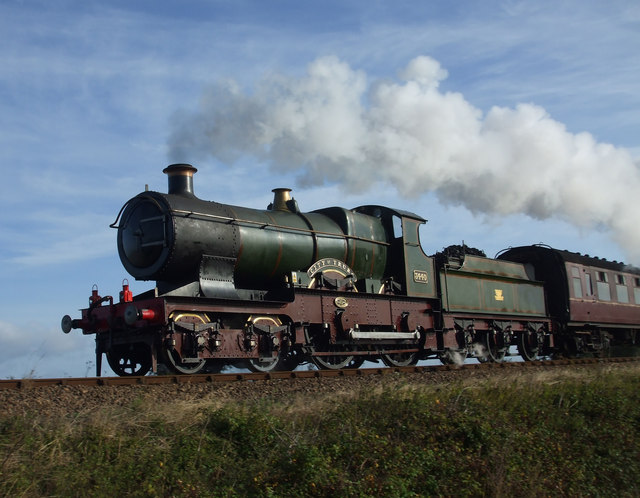
City of Truro: centro verde cromo, contorno naranja y bastidores rojos
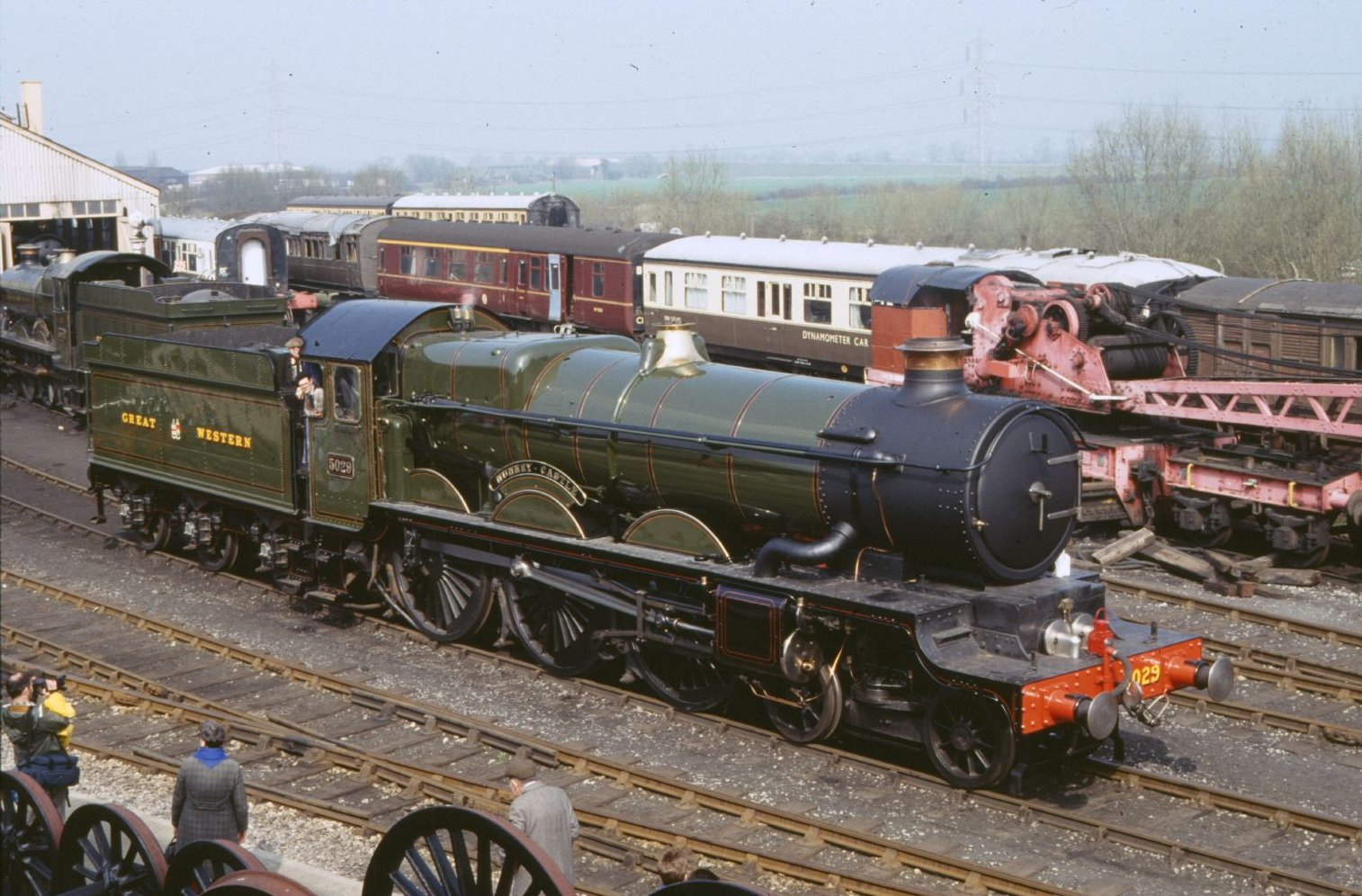
Nunney Castle: centro verde cromo, contorno naranja y bastidor negro
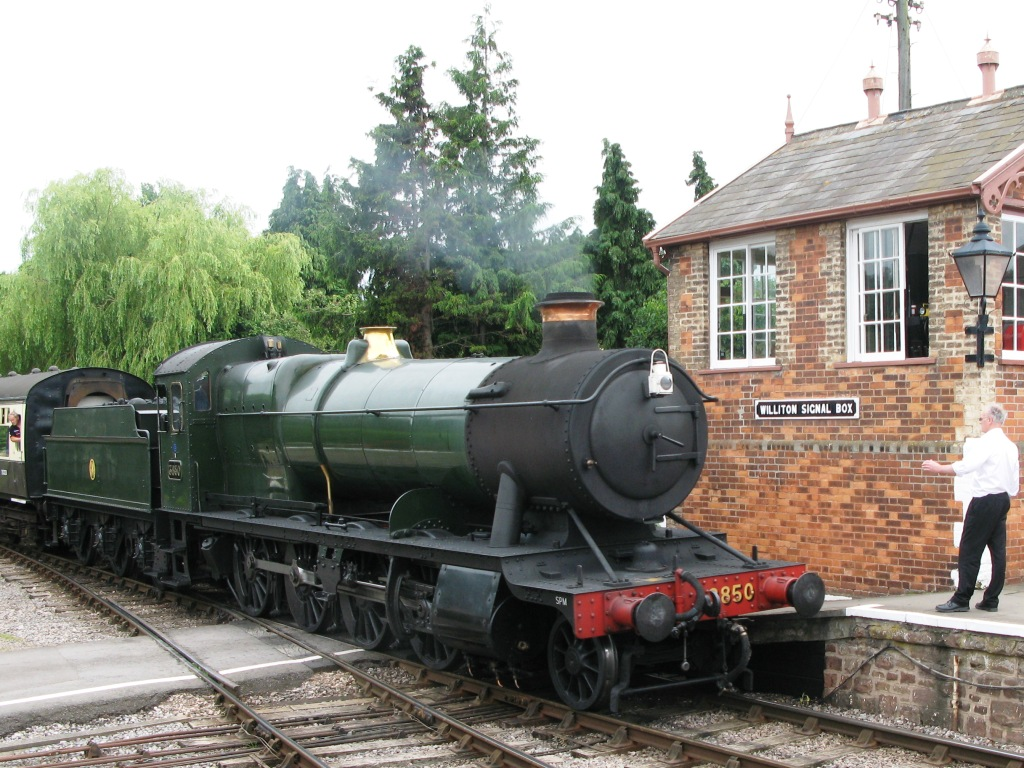
3850: centro verde cromo, marcos negros pero sin contorno

### Coches de pasajeros

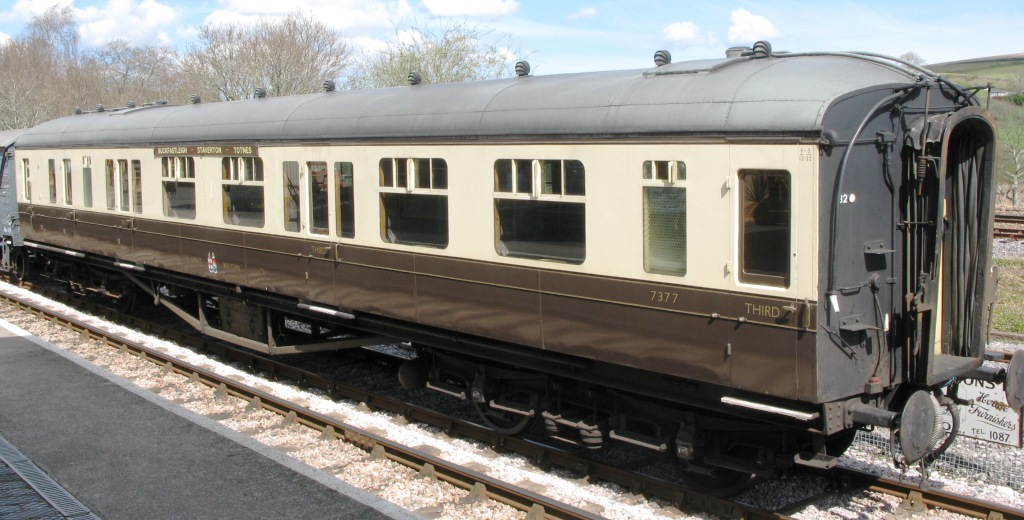
Un coche de pasajeros con la librea de color chocolate y crema usada desde 1922

Los coches de pasajeros del GWR fueron muchos y variados, desde vehículos de cuatro y seis ruedas en la línea de gran ancho original de 1838, hasta coches con bogies de incluso 70 pies (21,3 m) de largo que estuvieron en servicio hasta 1947 y más adelante. Frenos de vacío, bogies y conexión con fuelles entre coches entraron en uso durante el siglo XIX, y en 1900 se pusieron en servicio los primeros coches de pasajeros con iluminación eléctrica. La década de 1920 vio algunos vehículos equipados con acoplamientos automáticos y carrocerías totalmente de acero.
Los primeros vehículos fueron construidos por varias compañías independientes, pero en 1844 el ferrocarril comenzó a fabricar sus vagones en los Talleres de Swindon, que finalmente proporcionaron la mayor parte del material rodante del ferrocarril. Los vehículos especiales incluían coches-cama, coches restaurante y coches de deriva. Los pasajeros también eran transportados en automotores de vapor, coches automotrices, y automotores diésel. Furgones con la misma rodadura que los coches de pasajeros se utilizaban para transportar cargas tan distintas como paquetería clasificada, caballos de carreras entre los distintos hipódromos o leche fresca, a la velocidad de los expresos.  Ejemplos representativos de estos vagones sobreviven hoy en servicio en varios trenes históricos en todo el país.
La mayoría de los coches generalmente estaban pintados con variaciones de una librea marrón chocolate y crema. Sin embargo, fueron totalmente marrones o rojos hasta 1864 y de 1908 a 1922. Los furgones y vehículos similares rara vez se pintaban en la librea de dos colores, siendo marrón claro o rojo el color utilizado en su lugar, lo que motivó que se los conociera como "vehículos marrones".

### Vagones

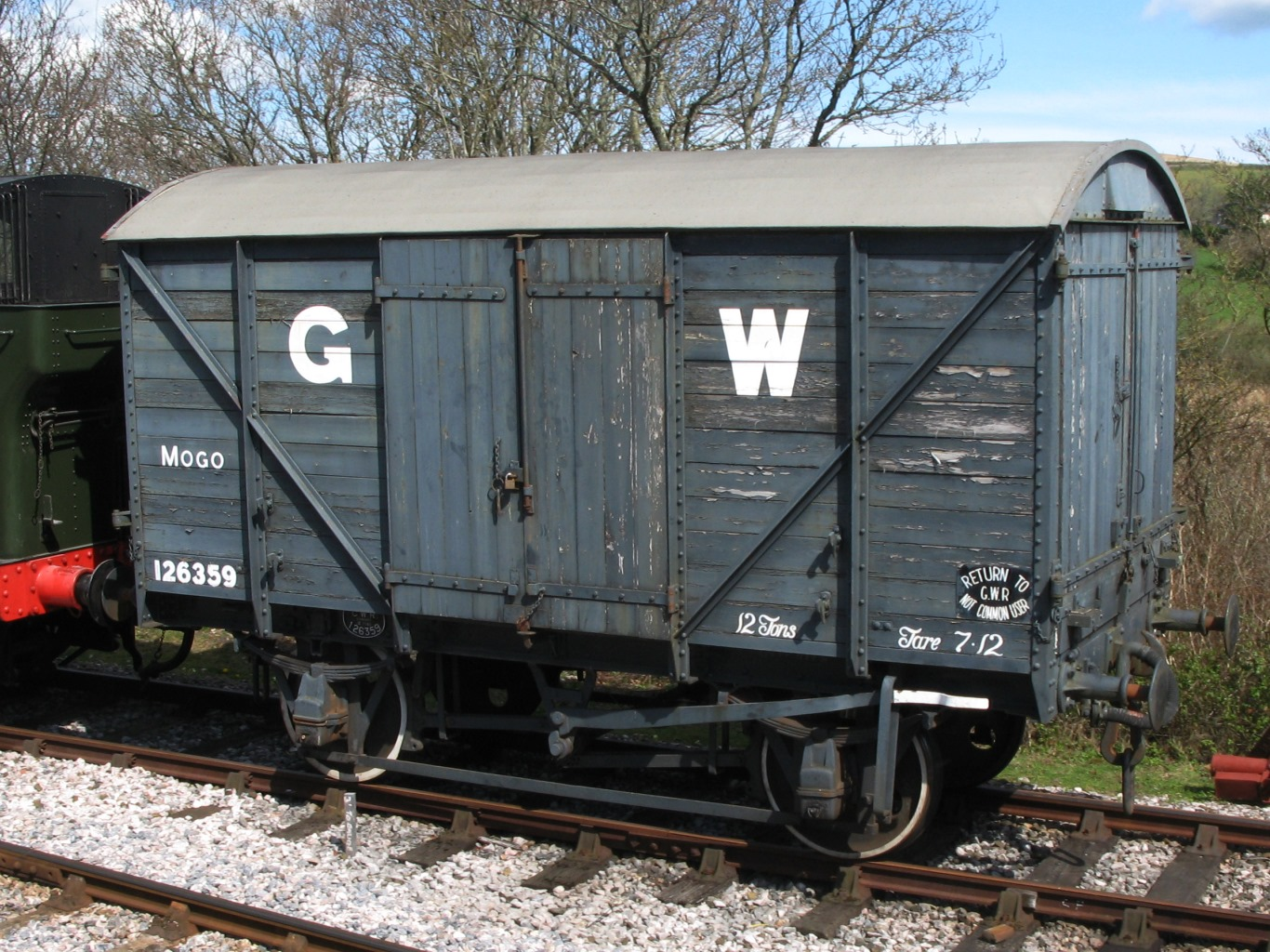
Un furgón de mercancías del GWR, con la librea gris usada desde 1904. Dispone de portones en sus extremos para permitir la carga de automóviles

En los primeros años del GWR, sus vagones estaban pintados de marrón, que se cambió al rojo antes del final del gran ancho. La conocida librea gris oscura se introdujo alrededor de 1904.
La mayoría de los primeros vagones eran vehículos abiertos de cuatro ruedas, aunque se utilizaron algunas unidades de seis ruedas para cargas especiales. Más adelante aparecieron los furgones cubiertos, inicialmente para transportar ganado, pero luego también para bienes generales y productos delicados. Los primeros vagones con bogies aparecieron en 1873 para transportar cargas pesadas, pero los vagones de carbón con bogies se empezaron a utilizar a partir de 1904 para sustituir a los grandes vagones de carbón de cuatro ruedas, que habían aparecido por primera vez en 1898. Con una carga de 20 toneladas largas (20.3 toneladas), tenían dos veces el tamaño de los vagones típicos de la época, pero no fue hasta 1923 cuando la compañía invirtió grandes sumas en vagones de carbón de este tamaño y en la infraestructura necesaria para descargarlos en sus muelles. Eran conocidos como vagones "Felix Pole", en referencia al gerente general del GWR que promovió su uso. Los vagones portacontenedores aparecieron en 1931 y los vagones especiales para automóviles en 1933.
Cuando se abrió el GWR, ningún tren en el Reino Unido estaba equipado con frenos de vacío, sino que se disponía de frenos de mano individuales instalados en cada vagón, y los trenes también transportaban un furgón de frenos donde un operario del ferrocarril controlaba un freno accionado por un tornillo. Los primeros vagones de mercancías equipados con frenos de vacío fueron los que circulaban en trenes de pasajeros que transportaban productos perecederos, como el pescado. Algunas tolvas de balasto recibieron frenos de vacío en diciembre de 1903, y los vagones de mercancías generales se construyeron con ellos desde 1904 en adelante, aunque los vagones "no equipados" (aquellos sin frenos de vacío) todavía formaban la mayoría de la flota en 1948, cuando el ferrocarril fue nacionalizado para convertirse en parte de British Rail.
Todos los vagones del servicio de mercancías a disposición del público tenían un nombre codificado que se usaba en los mensajes telegráficos. Como generalmente se pintaba en el vagón, es común verlos referidos por estos nombres, como "Visón" (un furgón), "Mica" (furgón refrigerado), "Cocodrilo" (camión caldera) y "Sapo" (furgón de frenos).

## Vía

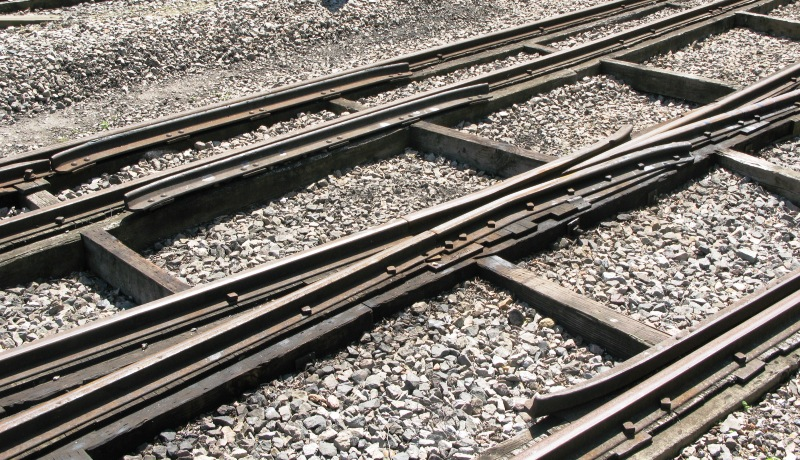
Vía longitudinalmente apoyada

Para sus vías de transporte regular (muy distintas de las usadas en minería, de carácter provisional), Brunel decidió utilizar un carril con sección en "puente aligerado" (una "U" invertida), apoyado de forma continua sobre gruesos largueros de madera, conocida como "vía longitudinalmente apoyada". Se utilizaron travesaños de madera más delgados para mantener los largueros principales a la distancia correcta. Esto produjo una vía más uniforme, con una estructura más barata que la resultante de emplear traviesas convencionales para sus vías de gran ancho, aunque esta ventaja desaparecía cuando se trataba de instalar líneas de ancho estándar o mixto, debido a la mayor proporción de madera resultante con respecto a la longitud de la línea. Más tarde se utilizaron formas de vía más convencionales, aunque la vía de largueros todavía se podía ver en algunos apartaderos en la primera mitad del siglo XX.

## Señalización

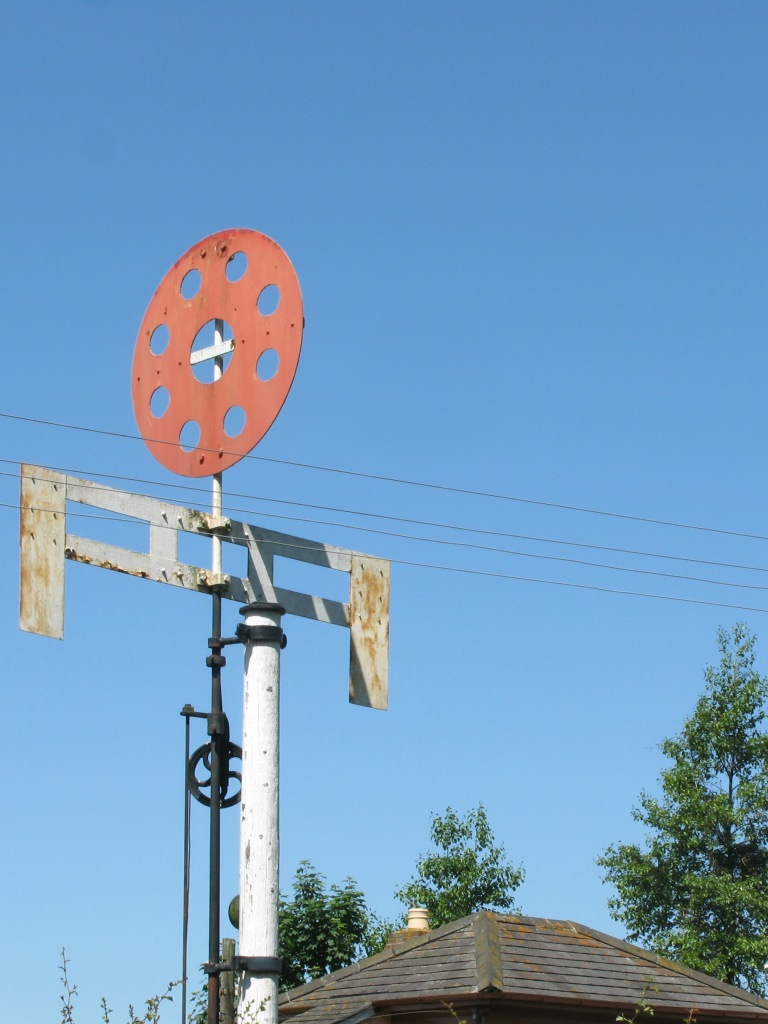
Señal de disco y barra transversal

Brunel desarrolló un sistema de señales de "disco y barra transversal" para controlar la circulación de los trenes, pero los encargados de accionarlas solo podían suponer que cada tren alcanzaba la siguiente señal sin detenerse inesperadamente. La primera línea comercial en el mundo con sistema de telégrafo asociado se instaló a lo largo de las 13 millas (20,9 km) desde Paddington a West Drayton, y entró en funcionamiento el 9 de abril de 1839. El sistema se extendió por toda la red ferroviaria, y permitió a las estaciones usar mensajes telegráficos para informar con seguridad a los controladores de las señales de cuándo llegaba cada tren. Se desarrolló una larga lista de palabras codificadas para ayudar a que los mensajes se enviaran rápidamente y tuvieran un significado claro.
Las señales luminosas más convencionales reemplazaron a los discos y a las barras transversales con el tiempo. El GWR persistió con la forma del cuadrante inferior, donde la orden de "proceder" se indicaba bajando el brazo de la señal, a pesar de que otros ferrocarriles británicos adoptaron para esta orden el cuadrante superior. Las señales luminosas eléctricas se introdujeron más adelante para informar acerca de la ocupación de los sectores de vía, con los códigos de colores rojo/verde de día o amarillo/verde de noche. A partir de 1906 se introdujo un sistema de "control automático de trenes", un sistema de seguridad que aplicaba los frenos de un tren si se rebasaba una señal de peligro.

## Impacto cultural
El GWR es conocido con admiración por algunos como "God's Wonderful Railway" (El Ferrocarril Maravilloso de Dios), pero también jocosamente para otros como el "Great Way Round" (El Gran Camino de Rodeo) debido a que algunas de sus primeras rutas no fueron precisamente las más directas. Sin embargo, el ferrocarril se promocionó a partir de 1908 como "The Holiday Line" (La Línea de las Vacaciones), ya que transportaba a un gran número de personas a complejos turísticos de Gales y del suroeste de Inglaterra.

### Turismo

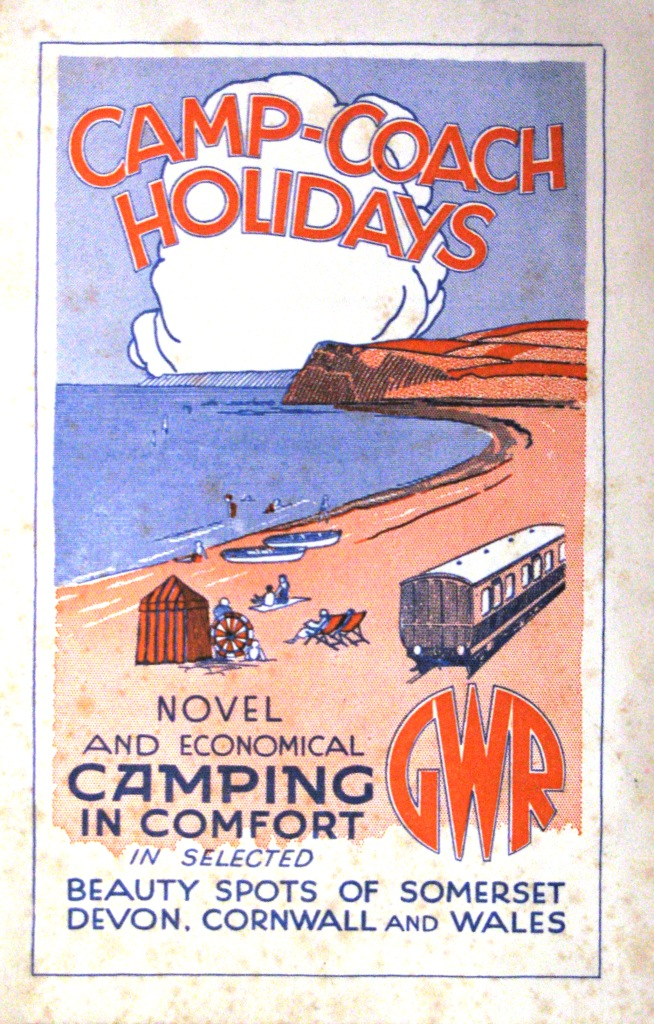
Folleto anunciando acampadas en vagones bungalow (1934)

Se ofrecieron billetes económicos, y diversos trenes operaban a destinos populares y eventos especiales, como la Gran Exposición de 1851. Posteriormente, los servicios por carretera del GWR se dedicaron a cubrir recorridos a destinos que no se servían directamente en tren, y sus barcos ofrecían cruceros desde lugares como Plymouth.
Los vagones sobrantes se convirtieron en coches bungalow y se colocaron en estaciones costeras o en lugares junto al mar, como Blue Anchor y Marazion, alquilándose a los turistas que llegaban en tren.
El GWR había operado hoteles en las principales estaciones y nudos ferroviarios desde sus primeros tiempos, pero en 1877 abrió su primer "hotel rural", el Tregenna Castle en St Ives (Cornualles). Más tarde agregó el Fishguard Bay Hotel en Gales y el Manor House en Moretonhampstead, Devon, al que agregó un campo de golf en 1930.
Como ya se ha indicado, se promovió a partir de 1908 como "The Holiday Line" (La Línea de las Vacaciones) a través de una serie de carteles, tarjetas postales, rompecabezass y libros, como los "Holiday Haunts", (que describían los atractivos de los lugares de recreo gestionados por el GWR, o con títulos describiendo lugares turísticos de las regiones recorridas por el ferrocarril (como Cornish Riviera de S. P. B. Mais y  South Wales: The Country of Castles de A. M. Bradley). Las guías describían el paisaje visto a través de las ventanas de sus trenes. Otros libros del GWR fueron diseñados para alentar el interés del público en general por la compañía, con colecciones como "Libros para niños de todas las edades" (que incluían "The 10:30 Limited" y "Loco's of the Royal Road").
En la práctica, el Great Western Railway creó los lugares turísticos modernos del West Country y de la parte suroeste de Gales, que anteriormente habían sido muy difíciles de visitar. Los centros turísticos de Gales en el Canal de Brístol y el oeste del país, como Minehead o los acantilados de Exmoor, habían estado muy aislados de otras partes de Inglaterra antes de la llegada del GWR.

### Arte, medios de comunicación y literatura

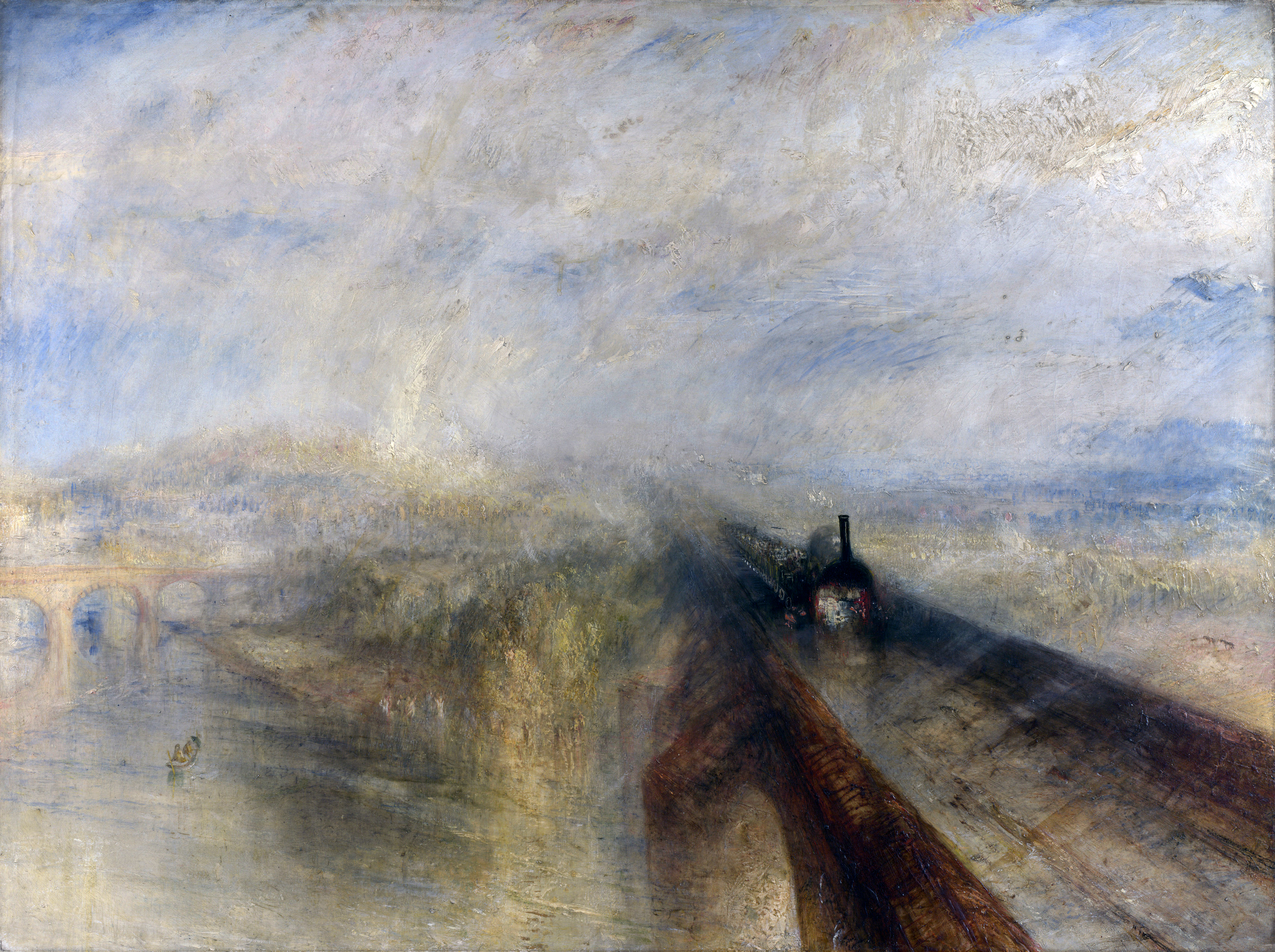
Lluvia, vapor y velocidad. El gran ferrocarril del Oeste, por Turner

El GWR atrajo la atención de los artistas desde una fecha temprana. La "Historia y Descripción del Gran Ferrocarril del Oeste" de John Cooke Bourne se publicó en 1846 y contenía una serie de litografías detalladas del ferrocarril que ofrecen a los lectores una idea de cómo era la línea en los días anteriores a la invención de la fotografía.
J. M. W. Turner pintó su Lluvia, vapor y velocidad. El gran ferrocarril del Oeste en 1844, tras observar el paisaje por la ventanilla de su tren en el Puente del Ferrocarril de Maidenhead. En 1862 William Powell Frith pintó La Estación de Ferrocarril, una gran escena de la multitud en un andén de Paddington. La estación en sí fue inicialmente dibujada para Powell por el arquitecto W. Scott Morton, y el GWR facilitó especialmente un tren para que sirviera de modelo a la pintura, frente al que una multitud de viajeros y personal ferroviario forman una escena muy animada.
El GWR ha aparecido en muchos programas de televisión, como la serie dramática infantil de la BBC "God's Wonderful Railway" de 1980. También fue inmortalizado en la película animada "Great" dirigida por Bob Godfrey, que ganó el Premio de la Academia al Mejor Cortometraje Animado de 1975. Esta película cuenta la historia de los logros de ingeniería de Brunel.
Sir John Betjeman menciona el GWR claramente en su poema "Vistas distantes de una ciudad provincial":

The old Great Western Railway shakes,

The old Great Western Railway spins –

The old Great Western Railway makes

Me very sorry for my sins.
El viejo Gran Ferrocarril del Oeste tiembla,

El viejo Gran Ferrocarril del Oeste gira –

El viejo Gran Ferrocarril del Oeste

Me hace sentirlo mucho por mis pecados.

### Legado

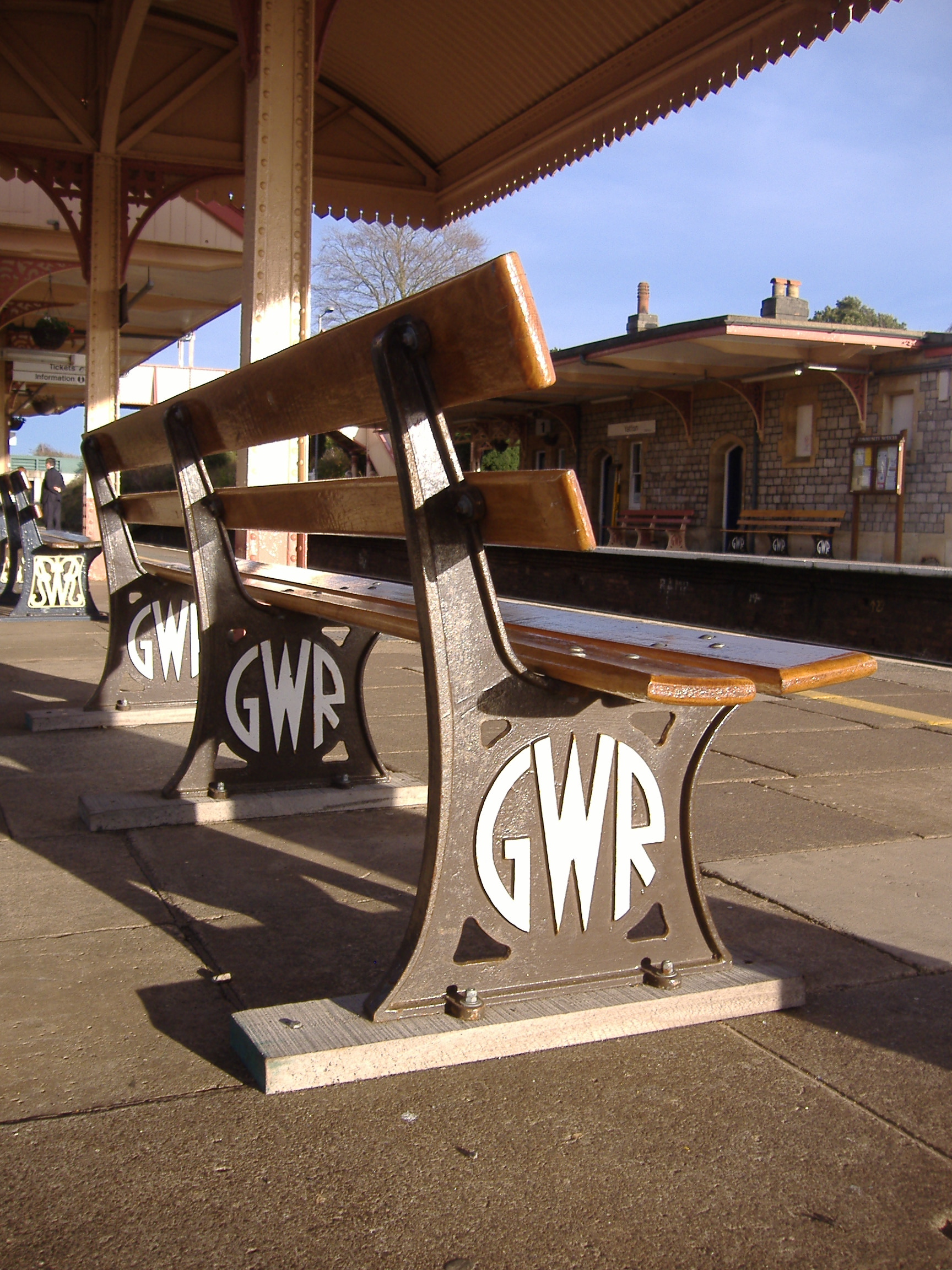
Un asiento del GWR en Yatton

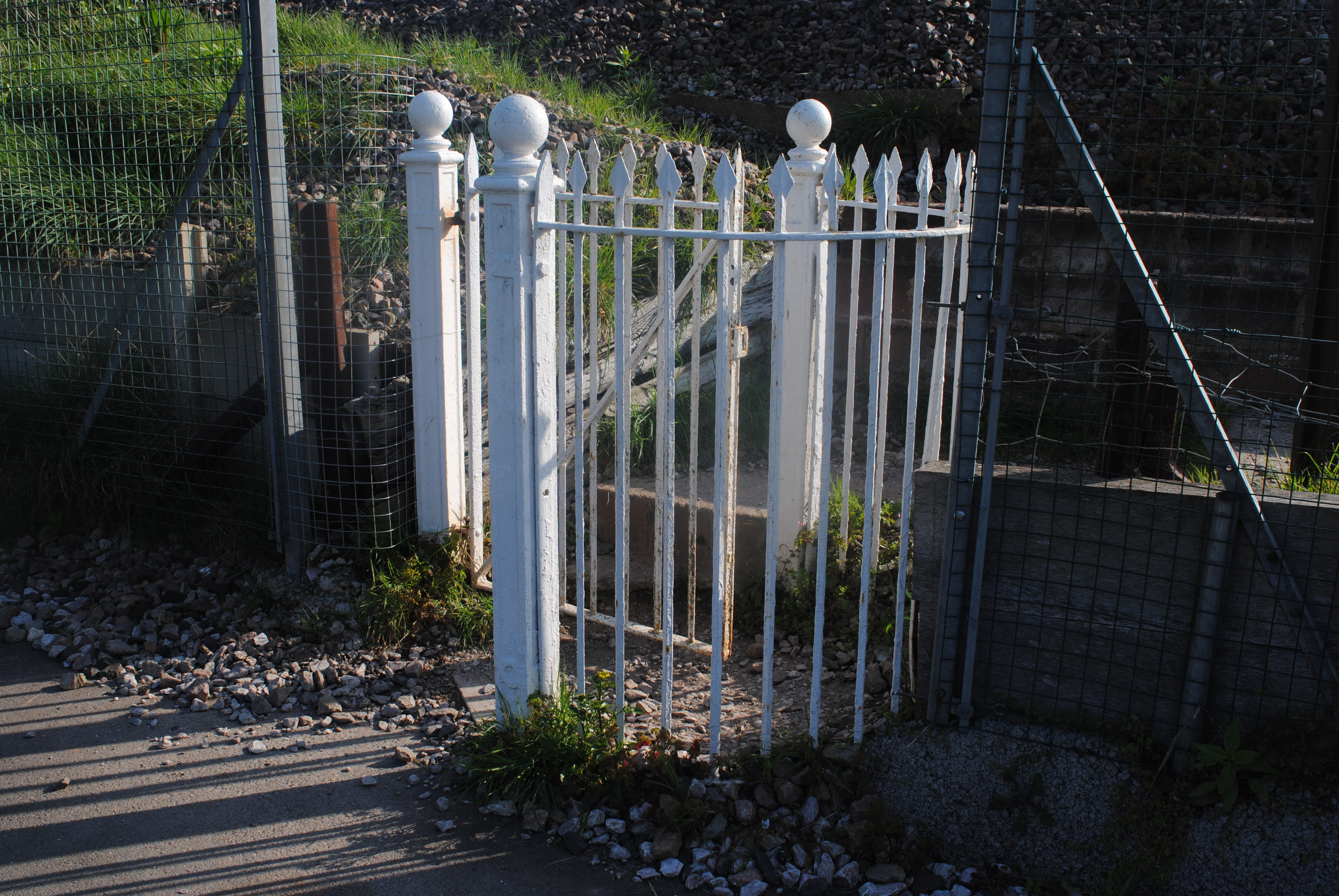
El cruce de peatones en Cockwood Steps, en la línea principal de South Devon, conserva una puerta con un cerramiento con puntas de lanza del GWR

Varios museos, como el STEAM – Museo del GWR (en los antiguos Talleres de Swindon) y el Didcot Railway Centre, donde se conserva un tren de gran ancho en funcionamiento, mantienen viva la memoria del GWR. Las líneas preservadas incluyen las de Totnes hasta Buckfastleigh, Paignton hasta Kingswear, Bishops Lydeard hasta Minehead, Kidderminster hasta Bridgnorth y Cheltenham hasta Broadway. Muchos otros ferrocarriles y museos patrimoniales también tienen locomotoras del GWR o material rodante en uso o en exhibición.
Numerosas estaciones propiedad de Network Rail también continúan mostrando gran parte de su herencia del GWR. Esto se ve no solo en las estaciones grandes como Paddington (construida en 1851, y ampliada en 1915) y Temple Meads (1840, 1875 y 1935), sino también en otros lugares como Bath Spa (1840), Torquay (1878), Penzance (1879), Truro (1897), y Newton Abbot (1927). Muchas estaciones pequeñas han cambiado poco desde que se abrieron, ya que no ha sido necesario remodelarlas para hacer frente al tráfico más intenso. Se pueden encontrar buenos ejemplos en Yatton (1841), Frome (1850, la última cochera de estilo Brunel sobreviviente en el Network Rail), Bradford-on-Avon (1857) y St Germans (1859). Incluso donde se han reconstruido las estaciones, muchos accesorios como letreros, cubiertas y asientos, todavía muestran emblemas del "GWR" claramente visibles.
La línea principal del Great Western fue potencialmente considerada como Patrimonio de la Humanidad de la Unesco en 2006, pero la solicitud se denegó en 2011. La propuesta comprendía siete localizaciones: la Estación de Bristol Temple Meads (incluidas las oficinas de Brunel del GWR, la sala de juntas, el cobertizo de trenes, las oficinas del FB&E y el puente sobre el río Avon); Bath (incluida la ruta del túnel Twerton a los jardines de Sydney); los túneles de Middlehill y de Box; el área de Swindon que incluye los Talleres de Swindon y el pueblo; el puente del Ferrocarril de Maidenhead; el viaducto de Wharncliffe; y la estación de Paddington.

### Locomotoras llamadasGreat Western

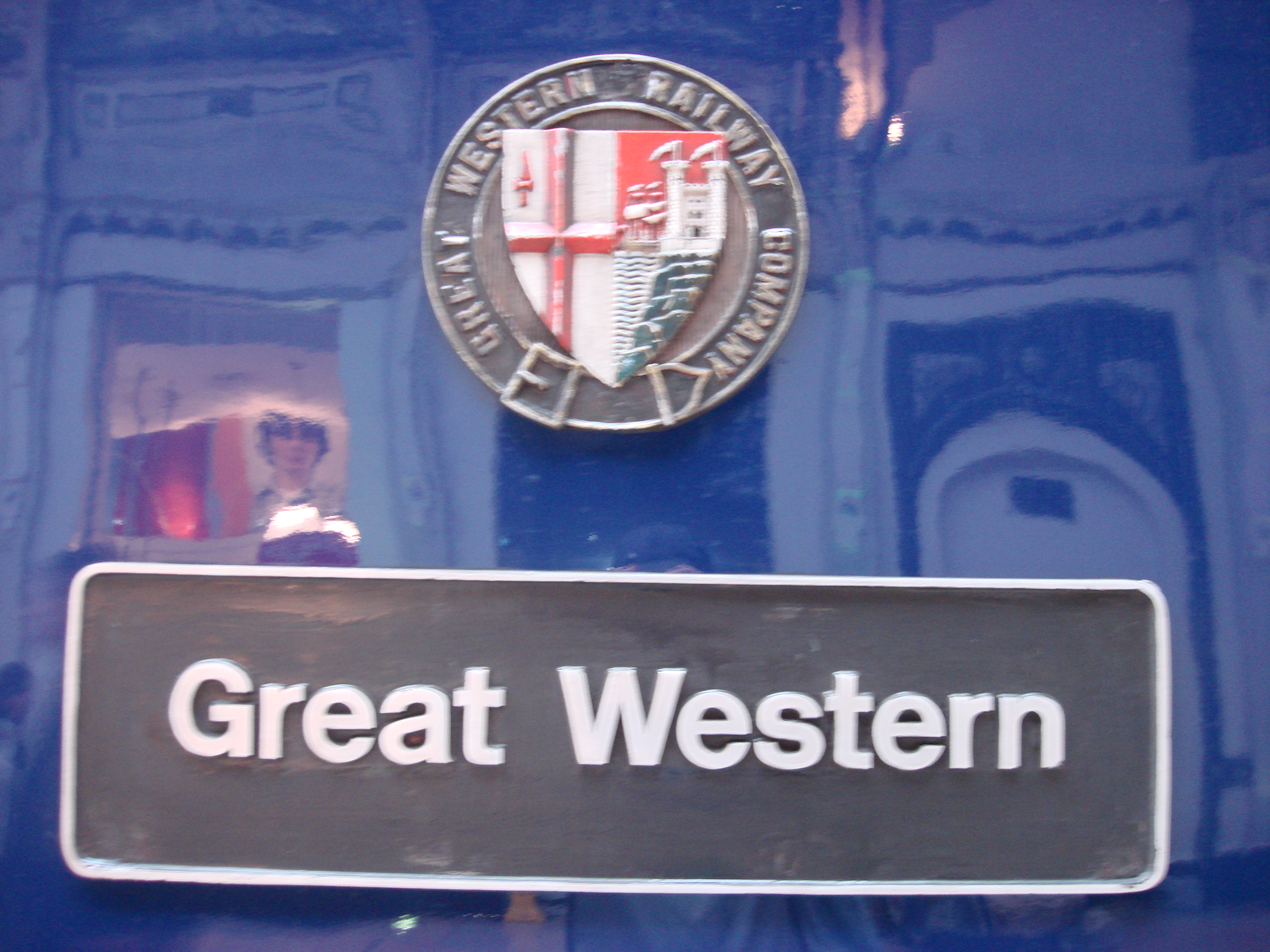
La placa de identificación de la cabeza tractora BR Clase 43 No. 185 con el nombre de Great Western

Varias locomotoras han recibido el nombre de "Great Western". La primera fue una locomotora de gran ancho de la Clase Iron Duke fabricada en 1846, la primera locomotora construida enteramente en los Talleres de Swindon de la compañía. Se retiró en 1870, pero en 1888 una locomotora de nueva construcción de la misma clase recibió el nombre de la compañía. Se dio de baja cuatro años más tarde, cuando se dejó de usar el gran ancho de vía. También se le dio el mismo nombre a una locomotora de la Clase 3031 de ancho estándar, la número 3012. La última locomotora del GWR en llevar el nombre de la compañía fue la Clase Castle número 7007, que continuó usándose en la época de British Railways.
El nombre más tarde reapareció en algunas locomotoras diésel de BR. La primera fue la máquina 47500, que llevó el nombre desde 1979 hasta 1991. Otra máquina de la Clase 47, esta vez la 47815 (que en 2009 estaba remolcando los coches de la compañía Riviera Trains), recibió el nombre de Great Western en 2005. El coche autopropulsado de alta velocidad número 43185 también llevaba el mismo nombre, y fue operado por el moderno Great Western Railway hasta el 18 de mayo de 2019.

## Personas notables

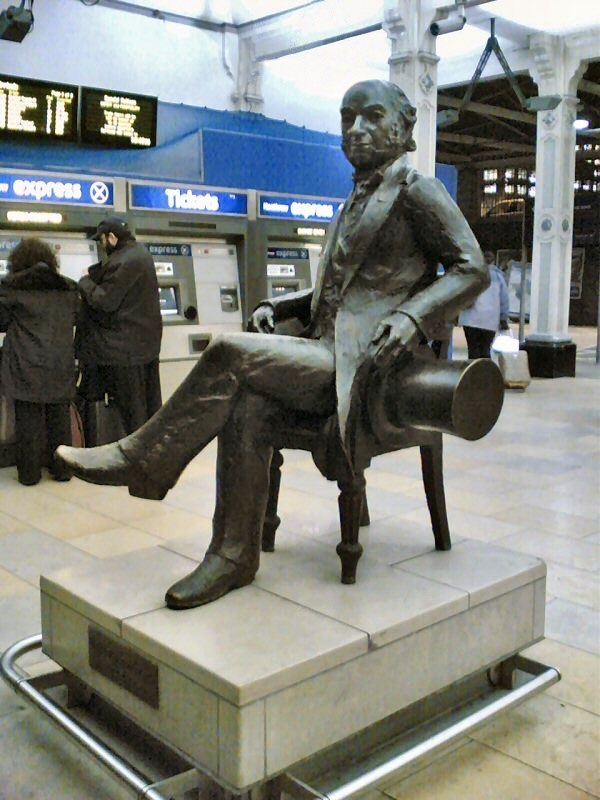
Estatua de Isambard Kingdom Brunel en la estación de Paddington

### Presidentes
- Benjamin Shaw (1835-1837)[74]
- William Sims (1837-1839)[74]
- Charles Russell (1839-1855)[74]
- Spencer Horatio Walpole (1855-1856)[74]
- William Barrington, 6º Vizconde Barrington (1856-1857)[74]
- Frederick Ponsonby, 6º Conde de Bessborough (1857-1859)[74]
- Henry Petty-Fitzmaurice, 4º Marqués de Lansdowne (1859-1863)[74]
- Spencer Horatio Walpole (1863)[74]
- Richard Potter (1863-1865)[74]
- Daniel Gooch (1865-1889)[74]
- Frederick Saunders (1889-1895)[74]
- Frederick Campbell, 3er Conde Cawdor (1895-1905)[74]
- Alfred Baldwin (1905-1908)[74]
- Victor Spencer, 1er Vizconde Churchill (1908-1934)[74]
- Robert Horne, 1er Vizconde Horne de Slamannan (1934-1940)[74]
- Charles Jocelyn Hambro (1940-1945)[74]
- Vizconde Portal (1945-1948)[74]

### Otros

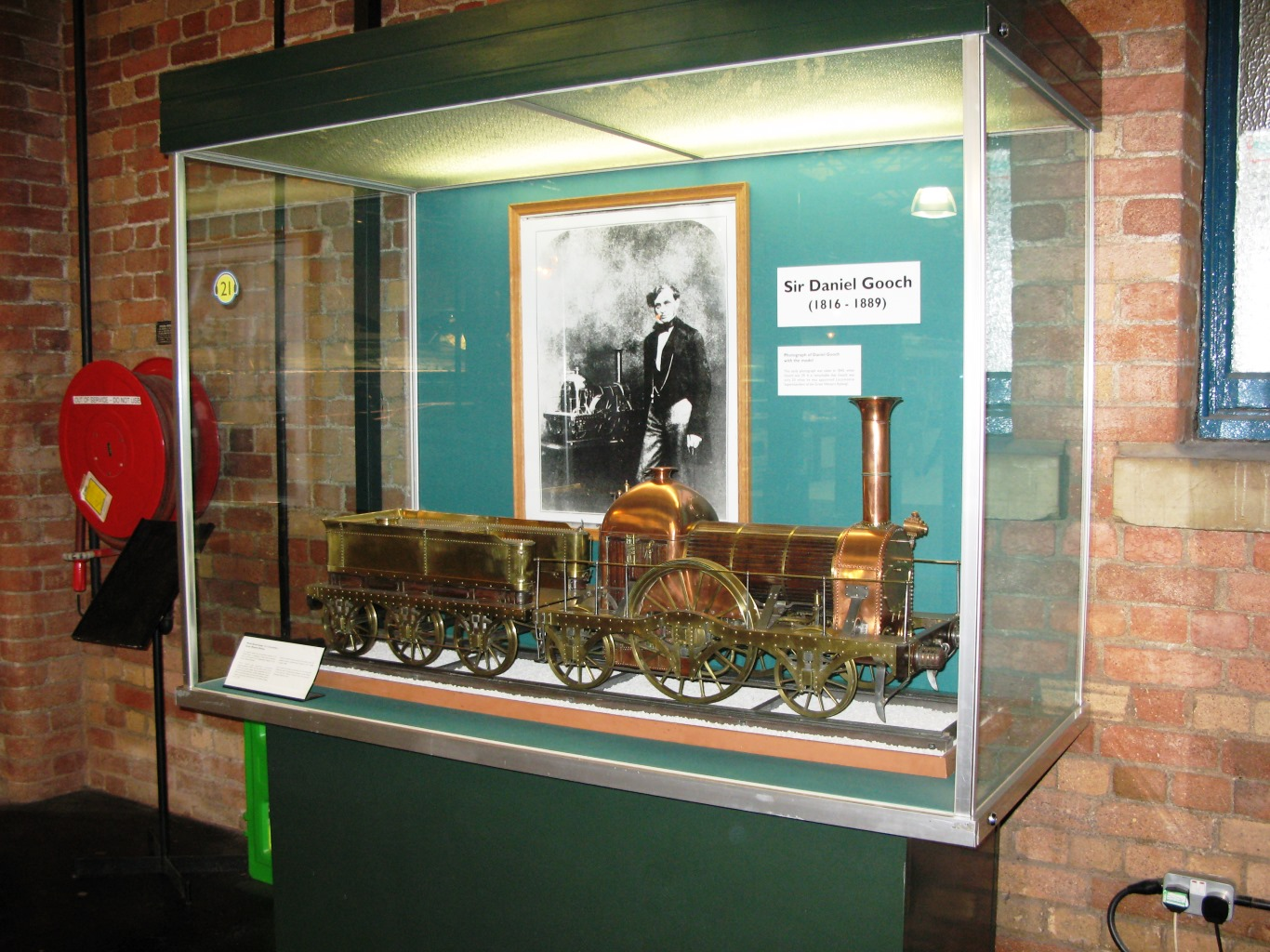
Una vitrina en la que se conmemora a Daniel Gooch en el National Railway Museum

Joseph Armstrong
Superintendente de locomotoras del Ferrocarril de Shrewsbury y Chester y del Ferrocarril de Shrewsbury y Birmingham en 1853, fue responsable de los talleres de locomotoras en Wolverhampton. Cuando esta última compañía se fusionó con el GWR al año siguiente, recibió el título de Superintendente de Locomotoras de la División Norte (1854-1864), y luego se mudó a Swindon como Superintendente de Locomotoras en Jefe (1864-1877).
Isambard Kingdom Brunel
Ingeniero jefe del GWR (1835-1859) y de muchas de las líneas de gran ancho con las que se fusionó, también el Ferrocarril de Taff Vale de calibre estándar. Fue responsable de elegir la ruta del ferrocarril y de diseñar muchas de las estructuras icónicas de hoy en día, incluidos el túnel de Box, el puente Royal Albert, el puente del Ferrocarril de Maidenhead, y las estaciones de línea y las de Paddington y de Temple Meads.
George Jackson Churchward
Superintendente de Locomotoras (1902-1915) e ingeniero mecánico jefe (1915-1921), que impulsó la estandarización de los componentes de las locomotoras.
Charles Collett
Ingeniero mecánico jefe (1922-1941).
William Dean
Superintendente de locomotoras (1877-1902).
Daniel Gooch
El primer superintendente de locomotoras del GWR (1837-1864) y su presidente (1865-1889). Fue responsable de los primeros éxitos de las locomotora del ferrocarril, como las de la Clase Iron Duke, y de establecer los Talleres de Swindon.
James Grierson
Gerente de Patrimonio (1857-1863), se convertiría en gerente general (1863-1887), dirigiendo el ferrocarril a través de un período de expansión y en el que se acometieron las primeras conversiones del ancho de vía.
Frederick Hawksworth
El último ingeniero mecánico jefe del GWR (1941-1947).
Henry Lambert
Gerente general (1887-1896) responsable de administrar la conversión final del ancho de vía en 1892.
James Milne
Gerente general (1929-1947) que administró el GWR hasta el final de la Segunda Guerra Mundial.
Sir Felix Pole
Como gerente general (1921-1929), supervisó la agrupación de los ferrocarriles del sur de Gales en el GWR después de la Ley de Ferrocarriles de 1921, y promovió el uso de vagones de 20 toneladas para aumentar la eficiencia del comercio de carbón por ferrocarril.
Charles Spagnoletti
Superintendente del telégrafo del GWR (1855-1892), patentó el sistema telegráfico de bloqueo de discos que se usó para controlar de manera segura el envío de trenes. Se utilizó por primera vez en el Ferrocarril Metropolitano en 1863 y en el Ferrocarril Unión de Brístol y del Sur de Gales en 1864. Posteriormente se utilizó en muchas otras líneas operadas por la compañía.